# Eurocopa 2020

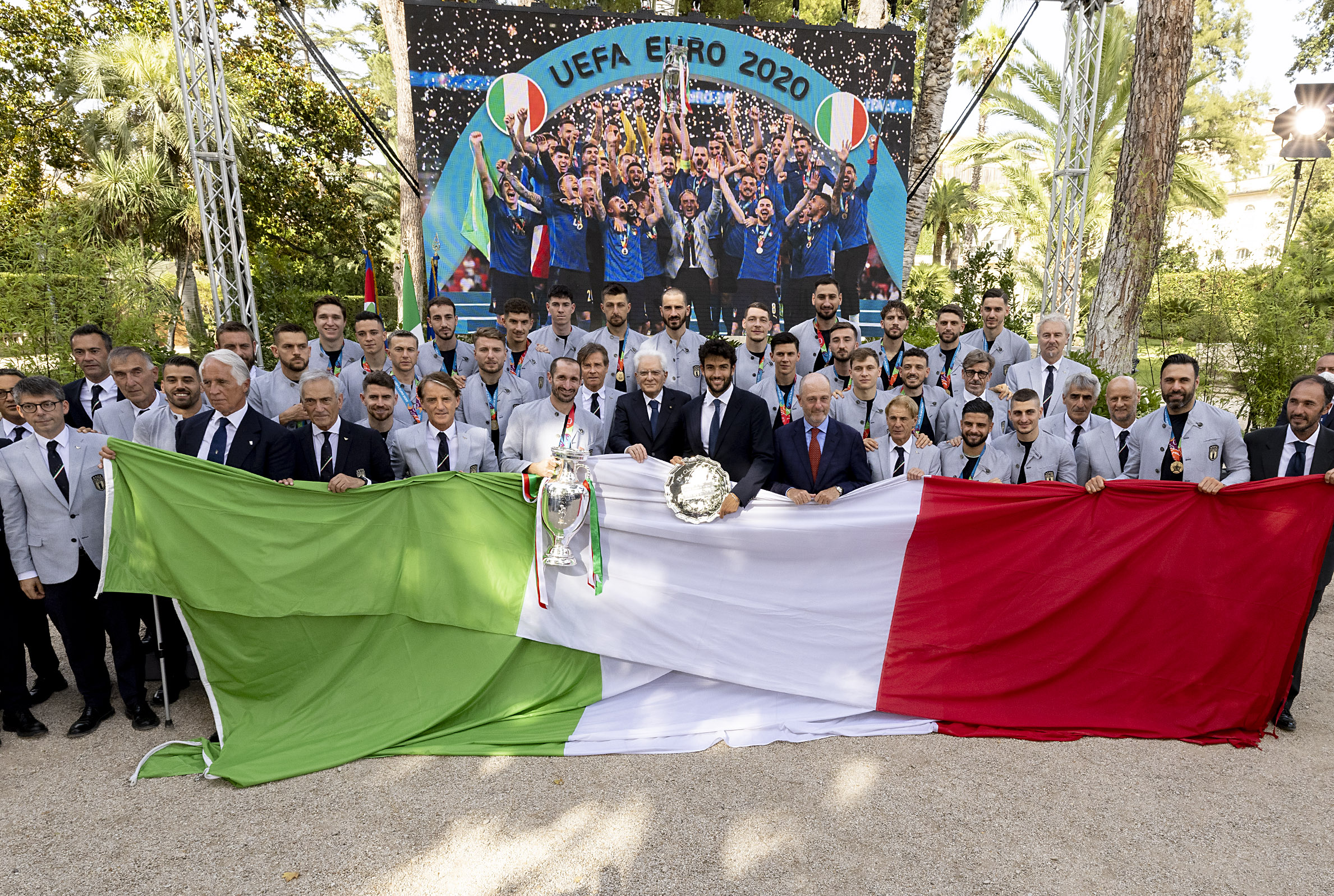
se consagró campeón de Europa por segunda vez.

La Eurocopa de fútbol 2020 o Euro 2020 fue la decimosexta edición del torneo europeo de selecciones nacionales. Originalmente se iba a disputar en 2020; sin embargo, el torneo se pospuso hasta 2021 debido a la pandemia de COVID-19. A pesar de haberse disputado en 2021, el torneo mantuvo el nombre de «Eurocopa 2020».
Por primera vez la fase final de la Eurocopa iba a tener como sedes a ciudades de 17 asociaciones diferentes del continente, según decisión adoptada en enero de 2013 por el Comité Ejecutivo de la UEFA, para celebrar el 60.º aniversario de esta competición. El organismo continental había elaborado informes que se presentaron ante su Comité Ejecutivo, que determinaron el 19 de septiembre de 2014, en Ginebra (Suiza), las 13 ciudades que albergarían el torneo. Pero, debido a demoras con la construcción del Eurostadium (Bruselas), esta sede se descartó en 2017 y quedaron, por consiguiente, un total de 12 sedes. Además, debido a la imposibilidad de asistencia del público en Dublín (Irlanda) y Bilbao (España), dichas sedes se sustituyeron en 2021; en el primer caso los partidos fueron trasladados a la también designada San Petersburgo (Rusia); en tanto en el segundo, Sevilla (España) fue el reemplazo emergente.
La selección italiana se coronó campeona del certamen por segunda vez luego de derrotar en la serie de penales a Inglaterra en el partido final que se disputó en el Estadio de Wembley.

## Organización

### Requisitos para organizar el torneo
Son necesarios al menos nueve estadios para acoger el campeonato en el presente formato de 24 equipos; de ellos, al menos ocho deben tener un aforo superior a 30.000 localidades, tres de estos ocho debe tener más de 40.000 asientos y una calificación de 4 estrellas, y al menos uno de esos tres debe tener 50.000 asientos y una valoración de 5 estrellas.
Al ser un torneo de 24 equipos, y por la experiencia de los últimos torneos del Campeonato Mundial de Fútbol (de 1982 a 1994), son necesarios para acoger esa competición de 9 a 12 estadios. Con ello se favorecería solo las ofertas de los grandes países o las ofertas conjuntas de dos o más países de tamaño medio.

### Proceso inicial
El proceso para presentar candidaturas se cerró el 16 de mayo de 2012. A la candidatura de Turquía se unieron la celta de Escocia, Gales e Irlanda, la conjunta de Moldavia y Rumanía y la conjunta de Azerbaiyán y Georgia.
- Azerbaiyán,  Georgia[9]
- Escocia,  Gales,  Irlanda[10]
- Turquía[11]
- Rumania,  Moldavia[12]

Candidaturas que finalmente no se presentaron
- Italia,  Croacia,  Eslovenia[13]
- Bosnia y Herzegovina,  Croacia,  Serbia[14]
- Bulgaria,  Rumania[15][16]
- Eslovaquia,  República Checa[17][18]
- Países Bajos[19]

Este proceso se anuló cuando el 6 de diciembre de 2012 la UEFA anunció que la Eurocopa 2020 se celebraría en varias ciudades de todo el continente debido al 60 aniversario del evento.

### Candidatos a anfitriones
La siguiente es la lista de Asociaciones miembro, con sus respectivas propuestas de sede, que enviaron candidaturas para el paquete estándar:
| País                | Ciudad          | Estadio                  | Capacidad                    |
| ------------------- | --------------- | ------------------------ | ---------------------------- |
| Alemania            | Múnich          | Allianz Arena            | 75 000                       |
| Azerbaiyán          | Bakú            | Estadio Olímpico de Bakú | 68 700                       |
| Bélgica             | Bruselas        | Eurostadium              | 50 000                       |
| Bielorrusia         | Minsk           | Estadio Traktar          | 16 500 (ampliación a 33 000) |
| Bulgaria            | Sofía           | Estadio Vasil Levski     | 43 000                       |
| Dinamarca           | Copenhague      | Parken Stadion           | 42 305                       |
| Escocia             | Glasgow         | Hampden Park             | 52 063                       |
| España              | Bilbao          | San Mamés                | 53 289                       |
| Gales               | Cardiff         | Millennium Stadium       | 74 500                       |
| Hungría             | Budapest        | Puskás Aréna             | 67 000 (nuevo)               |
| Inglaterra          | Londres         | Wembley Stadium          | 90 000                       |
| Irlanda             | Dublín          | Aviva Stadium            | 51 700                       |
| Israel              | Jerusalén       | Estadio Teddy Kollek     | 34 000                       |
| Italia              | Roma            | Stadio Olimpico          | 72 698                       |
| Macedonia del Norte | Skopie          | Toše Proeski Arena       | 33 460                       |
| Países Bajos        | Ámsterdam       | Johan Cruyff Arena       | 54 990                       |
| Rumania             | Bucarest        | Arena Națională          | 55 600                       |
| Rusia               | San Petersburgo | Estadio Krestovski       | 69 500                       |
| Suecia              | Estocolmo       | Friends Arena            | 50 000                       |

      Seleccionada
Las asociaciones miembro que enviaron las propuestas de sede para las candidaturas del paquete semifinales/final fueron:
| País       | Ciudad  | Estadio         | Capacidad |
| ---------- | ------- | --------------- | --------- |
| Alemania   | Múnich  | Allianz Arena   | 75 000    |
| Inglaterra | Londres | Wembley Stadium | 90 000    |

### Sedes elegidas
- Final, semifinales, octavos de final y fase de grupos:
  -  Londres[n 4]
- Cuartos de final y fase de grupos:
  -  Bakú
  -  Múnich
  -  Roma
  -  San Petersburgo
- Cuartos de final, octavos de final y fase de grupos:
  -  San Petersburgo[n 5]
- Octavos de final y fase de grupos:
  -  Ámsterdam
  -  Bucarest
  -  Budapest
  -  Copenhague
  -  Glasgow
  -  Sevilla[n 6]

En un principio se había elegido a la ciudad de Bruselas (Bélgica) para ser una de las 13 ciudades sedes del certamen pero, debido a que el Eurostadium no cumplió las condiciones impuestas por el Comité Ejecutivo de la UEFA, éste decidió que los cuatro partidos (tres de la fase de grupos y uno de octavos de final) que inicialmente se iban a disputar en Bruselas se jugaran en el Estadio de Wembley en Londres.
El 23 de abril de 2021, el Comité Ejecutivo de la UEFA decidió trasladar los partidos a disputar en la sede de Bilbao al Estadio La Cartuja, en Sevilla, y los de la sede de Dublín al Estadio Krestovski, en San Petersburgo (que ya estaba designado entre la ganadoras), tras los problemas en ambas sedes para acoger partidos con aficionados.
| Alemania                 | Inglaterra                                                                                      | Inglaterra                                                                                      | Dinamarca          |
| ------------------------ | ----------------------------------------------------------------------------------------------- | ----------------------------------------------------------------------------------------------- | ------------------ |
| Múnich                   | Londres                                                                                         | Londres                                                                                         | Copenhague         |
| Fußball Arena München    | Estadio de Wembley                                                                              | Estadio de Wembley                                                                              | Parken Stadion     |
| Capacidad: 75 000        | Capacidad: 90 652                                                                               | Capacidad: 90 652                                                                               | Capacidad: 42 305  |
|                          |                                                                                                 |                                                                                                 |                    |
| Hungría                  | Múnich Ámsterdam Roma Londres San Petersburgo Sevilla Glasgow Bucarest Copenhague Budapest Bakú | Múnich Ámsterdam Roma Londres San Petersburgo Sevilla Glasgow Bucarest Copenhague Budapest Bakú | Escocia            |
| Budapest                 | Múnich Ámsterdam Roma Londres San Petersburgo Sevilla Glasgow Bucarest Copenhague Budapest Bakú | Múnich Ámsterdam Roma Londres San Petersburgo Sevilla Glasgow Bucarest Copenhague Budapest Bakú | Glasgow            |
| Puskás Aréna             | Múnich Ámsterdam Roma Londres San Petersburgo Sevilla Glasgow Bucarest Copenhague Budapest Bakú | Múnich Ámsterdam Roma Londres San Petersburgo Sevilla Glasgow Bucarest Copenhague Budapest Bakú | Hampden Park       |
| Capacidad: 68 156        | Múnich Ámsterdam Roma Londres San Petersburgo Sevilla Glasgow Bucarest Copenhague Budapest Bakú | Múnich Ámsterdam Roma Londres San Petersburgo Sevilla Glasgow Bucarest Copenhague Budapest Bakú | Capacidad: 51 472  |
|                          | Múnich Ámsterdam Roma Londres San Petersburgo Sevilla Glasgow Bucarest Copenhague Budapest Bakú | Múnich Ámsterdam Roma Londres San Petersburgo Sevilla Glasgow Bucarest Copenhague Budapest Bakú |                    |
| Italia                   | Múnich Ámsterdam Roma Londres San Petersburgo Sevilla Glasgow Bucarest Copenhague Budapest Bakú | Múnich Ámsterdam Roma Londres San Petersburgo Sevilla Glasgow Bucarest Copenhague Budapest Bakú | España             |
| Roma                     | Múnich Ámsterdam Roma Londres San Petersburgo Sevilla Glasgow Bucarest Copenhague Budapest Bakú | Múnich Ámsterdam Roma Londres San Petersburgo Sevilla Glasgow Bucarest Copenhague Budapest Bakú | Sevilla            |
| Estadio Olímpico de Roma | Múnich Ámsterdam Roma Londres San Petersburgo Sevilla Glasgow Bucarest Copenhague Budapest Bakú | Múnich Ámsterdam Roma Londres San Petersburgo Sevilla Glasgow Bucarest Copenhague Budapest Bakú | Estadio La Cartuja |
| Capacidad: 72 300        | Múnich Ámsterdam Roma Londres San Petersburgo Sevilla Glasgow Bucarest Copenhague Budapest Bakú | Múnich Ámsterdam Roma Londres San Petersburgo Sevilla Glasgow Bucarest Copenhague Budapest Bakú | Capacidad: 57 631  |
|                          | Múnich Ámsterdam Roma Londres San Petersburgo Sevilla Glasgow Bucarest Copenhague Budapest Bakú | Múnich Ámsterdam Roma Londres San Petersburgo Sevilla Glasgow Bucarest Copenhague Budapest Bakú |                    |
| Países Bajos             | Azerbaiyán                                                                                      | Rumania                                                                                         | Rusia              |
| Ámsterdam                | Bakú                                                                                            | Bucarest                                                                                        | San Petersburgo    |
| Johan Cruyff Arena       | Estadio Olímpico de Bakú                                                                        | Arena Națională                                                                                 | Estadio Krestovski |
| Capacidad: 53 052        | Capacidad: 68 000                                                                               | Capacidad: 54 851                                                                               | Capacidad: 61 251  |
|                          |                                                                                                 |                                                                                                 |                    |

Las ciudades anfitrionas se agruparon en seis parejas, establecidas sobre la base del nivel deportivo (suponiendo que todos los equipos anfitriones se clasifiquen), teniendo en cuenta consideraciones geográficas y restricciones políticas y de seguridad. Los emparejamientos se asignaron a grupos mediante un sorteo aleatorio el 7 de diciembre de 2017. Cada país anfitrión clasificado jugará al menos dos partidos en su país. Los emparejamientos son los siguientes:
- Grupo A: Roma (Italia) y Bakú (Azerbaiyán)
- Grupo B: San Petersburgo (Rusia) y Copenhague (Dinamarca)
- Grupo C: Ámsterdam (Países Bajos) y Bucarest (Rumania)
- Grupo D: Londres (Inglaterra) y Glasgow (Escocia)
- Grupo E: Sevilla (España) y San Petersburgo (Rusia)
- Grupo F: Múnich (Alemania) y Budapest (Hungría)

Los siguientes criterios se aplican para definir los partidos en casa de los equipos anfitriones dentro del mismo grupo:
- Si ambos equipos anfitriones se clasifican directamente o ambos avanzan a los play-offs, un sorteo determinará qué equipo jugará los tres partidos de la fase de grupos en casa (es decir, cuál será el anfitrión del enfrentamiento cara a cara) y cuál jugará solo dos partidos en casa.
- Si un equipo anfitrión se clasifica directamente y el otro avanza a los play-offs o se elimina por completo, el equipo anfitrión directamente clasificado jugará los tres partidos de la fase de grupos en casa y el otro anfitrión, si se clasifica, jugará solo dos.
- Si un equipo anfitrión avanza a los play-offs y el otro queda eliminado por completo, el equipo anfitrión en los play-offs, si se clasifica, jugará los tres partidos de la fase de grupos en casa.
- No será necesaria ninguna acción si ambos equipos anfitriones no se clasifican.

Si un equipo anfitrión no se clasifica en los play-offs, el ganador de la ruta ocupará el lugar del anfitrión en el calendario de partidos y, por lo tanto, jugará los dos o tres partidos según los criterios anteriores en la ciudad anfitriona del anfitrión respectivo que no pudo clasificarse. El sorteo, si es necesario, tendrá lugar el 22 de noviembre de 2019 a las 12:00 CET, en la sede de la UEFA en Nyon, Suiza (junto con la clasificación para la Eurocopa 2020). En el sorteo, se realizarán dos bombos separados, con el primer sorteo de los tres partidos.
| Grupo | Anfitrión 1  | Anfitrión 1 | Anfitrión 2 | Anfitrión 2 | ¿Sorteo? | Anfitrión con tres partidos en casa |
| Grupo | Equipo       | Estado      | Equipo      | Estado      | ¿Sorteo? | Anfitrión con tres partidos en casa |
| ----- | ------------ | ----------- | ----------- | ----------- | -------- | ----------------------------------- |
| A     | Azerbaiyán   | Eliminado   | Italia      | Clasificado | No       | Italia                              |
| B     | Dinamarca    | Clasificado | Rusia       | Clasificado | Sí       | Dinamarca                           |
| C     | Países Bajos | Clasificado | Rumania     | Eliminado   | No       | Países Bajos                        |
| D     | Inglaterra   | Clasificado | Escocia     | Clasificado | No       | Inglaterra                          |
| E     | Irlanda      | Eliminado   | España      | Clasificado | No       | España                              |
| F     | Alemania     | Clasificado | Hungría     | Clasificado | No       | Alemania                            |

## Clasificación

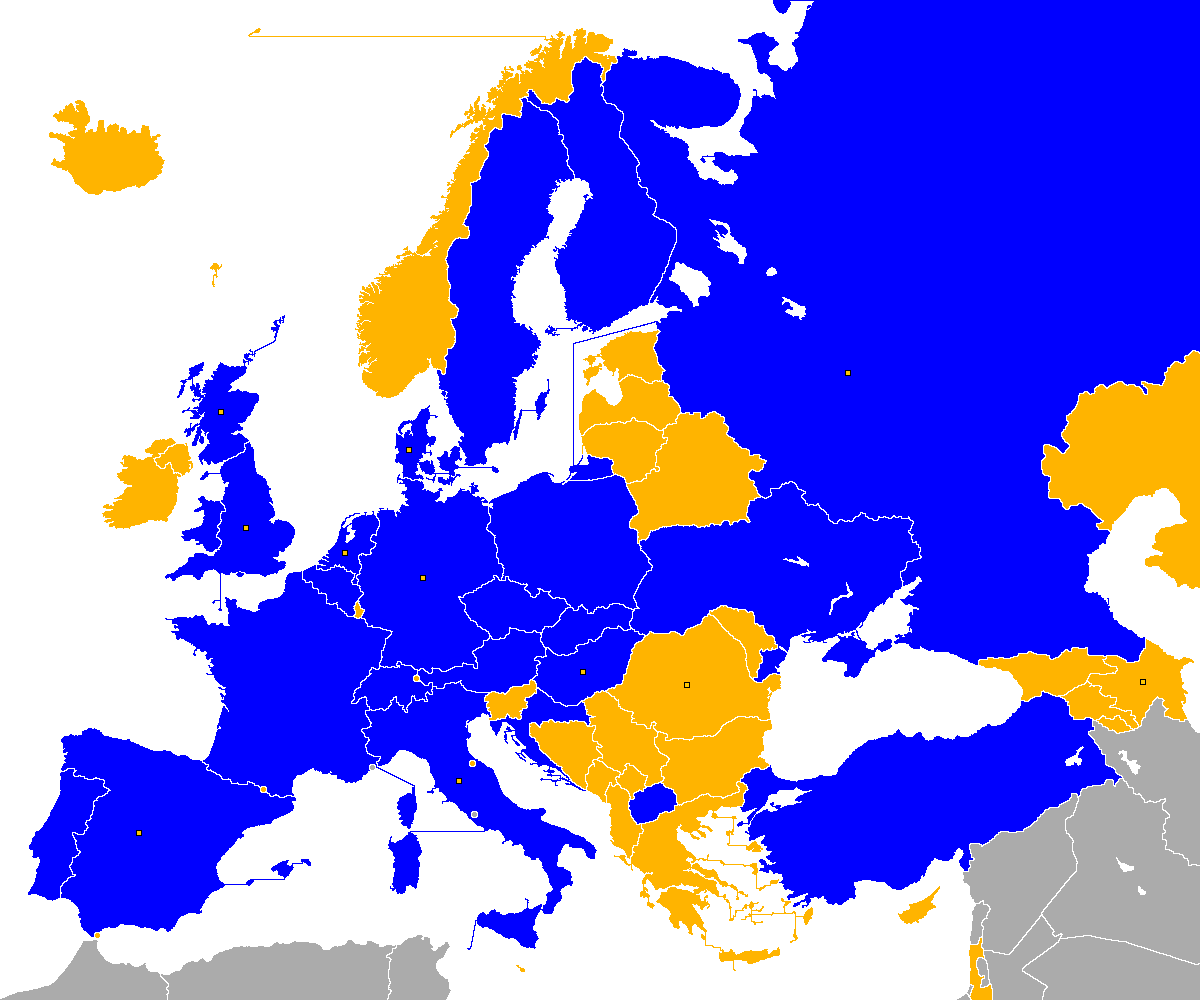
Situación de los países respecto a la clasificación.
Clasificado a la Eurocopa 2020.
Eliminado.
No pertenece a la UEFA.

La clasificación para la Eurocopa 2020 dio comienzo en marzo de 2019 y culminó en noviembre del mismo año. En ella participaron las 55 asociaciones nacionales afiliadas a la UEFA. En este proceso clasificatorio, la selección de Kosovo hizo su debut en competiciones europeas, al admitir UEFA a la Federación de Fútbol de Kosovo como miembro de pleno derecho en mayo de 2016. 
Esta fue la primera vez en la que los clasificados para la Eurocopa procedieron de dos distintos torneos: la Clasificación para la Eurocopa 2020, que asignó plaza a 20 selecciones, y la nueva Liga de Naciones de la UEFA 2018-19, que otorgó las 4 plazas restantes para el certamen. También fue la primera vez desde 1984 en la que las clasificatorias se disputaron con todas las selecciones de la UEFA, incluyendo aquellas de las federaciones o asociaciones encargadas de la organización del torneo, ya que en las Eurocopas de 1960 a 1980 los países organizadores de la fase final también participaron en las clasificatorias.
El torneo clasificatorio consistió en una fase de grupos en la que los 55 participantes se distribuirán en 10 grupos, 5 de ellos conformados por 6 equipos y los otros 5 conformados por 5 equipos. Los dos primeros de cada grupo se clasificaron para la Eurocopa 2020. Por su parte, la Liga de Naciones de la UEFA 2018-19 consistió en un formato de cuatro ligas y cada liga tuvo en total cuatro grupos. Estas ligas estuvieron conformadas de acuerdo con el ranking de selecciones de la UEFA del 15 de noviembre de 2017; los mejores estuvieron en la Liga A y los peores en la Liga D. Las Ligas A y B estuvieron compuestas por 12 equipos divididos en cuatro grupos de tres selecciones; la Liga C contó con 15 equipos divididos en un grupo de 3 selecciones y los otros 3 grupos de 4 selecciones; y la Liga D contó con 16 equipos divididos en cuatro grupos de cuatro selecciones. El ganador de cada grupo (en total, 4 ganadores por cada liga)  pasó a disputar una ronda de eliminatorias (play-offs) con sistema de eliminación directa donde los cuatro ganadores, uno de cada liga, se clasificaron a la Eurocopa 2020. El campeón de dicho torneo fue Portugal, tras derrotar a Países Bajos en la final.
Este sistema de clasificación permitió que selecciones de bajo nivel pudieran disputar el máximo torneo de selecciones de la UEFA, y también que existan más posibilidades de que, aquellos equipos que nunca han participado en la fase final de una Eurocopa, puedan obtener una plaza. 
El sorteo para la fase de grupos de la Liga de Naciones de la UEFA 2018-19 tuvo lugar en Lausana, Suiza el 24 de enero de 2018, y el sorteo de las clasificatorias se realizó el 2 de diciembre del mismo año en Dublín, Irlanda, al terminar la Liga de Naciones de la UEFA 2018-19, sin contar los play-offs.

## Equipos participantes
En cursiva los países debutantes en la competición.
| Equipos participantes | Equipos participantes | Equipos participantes | Equipos participantes |
| --------------------- | --------------------- | --------------------- | --------------------- |
| Alemania              | Eslovaquia            | Inglaterra            | República Checa       |
| Austria               | España                | Italia                | Rusia                 |
| Bélgica               | Finlandia             | Macedonia del Norte   | Suecia                |
| Croacia               | Francia               | Países Bajos          | Suiza                 |
| Dinamarca             | Gales                 | Polonia               | Turquía               |
| Escocia               | Hungría               | Portugal              | Ucrania               |

### Seleccionadores nacionales
Entre paréntesis la selección que entreno el seleccionador.
| Seleccionadores nacionales  | Seleccionadores nacionales   | Seleccionadores nacionales            | Seleccionadores nacionales         |
| --------------------------- | ---------------------------- | ------------------------------------- | ---------------------------------- |
| Joachim Löw (Alemania)      | Štefan Tarkovič (Eslovaquia) | Gareth Southgate (Inglaterra)         | Jaroslav Šilhavý (República Checa) |
| Franco Foda (Austria)       | Luis Enrique (España)        | Roberto Mancini (Italia)              | Stanislav Cherchésov (Rusia)       |
| Roberto Martínez (Bélgica)  | Markku Kanerva (Finlandia)   | Igor Angelovski (Macedonia del Norte) | Janne Andersson (Suecia)           |
| Zlatko Dalić (Croacia)      | Didier Deschamps (Francia)   | Frank de Boer (Países Bajos)          | Vladimir Petković (Suiza)          |
| Kasper Hjulmand (Dinamarca) | Robert Page (Gales)          | Paulo Sousa (Polonia)                 | Şenol Güneş (Turquía)              |
| Steve Clarke (Escocia)      | Marco Rossi (Hungría)        | Fernando Santos (Portugal)            | Andriy Shevchenko (Ucrania)        |

### Campamentos base
El lunes 17 de mayo de 2021 la UEFA anunció la sede de los campamentos base de cada una de las selecciones participantes en el campeonato:
| Equipo              | Ciudad          | País       |              | Equipo                     | Ciudad       | País |
| ------------------- | --------------- | ---------- | ------------ | -------------------------- | ------------ | ---- |
| Alemania            | Herzogenaurach  | Alemania   | Austria      | Seefeld                    | Austria      |      |
| Bélgica             | Tubize          | Bélgica    | Croacia      | Saint Andrews              | Escocia      |      |
| Dinamarca           | Helsingor       | Dinamarca  | Escocia      | Middlesbrough              | Inglaterra   |      |
| Eslovaquia          | San Petersburgo | Rusia      | España       | Madrid                     | España       |      |
| Finlandia           | San Petersburgo | Rusia      | Francia      | Clairefontaine-en-Yvelines | Francia      |      |
| Gales               | Bakú            | Azerbaiyán | Hungría      | Budakeszi                  | Hungría      |      |
| Inglaterra          | Stafford        | Inglaterra | Italia       | Florencia                  | Italia       |      |
| Macedonia del Norte | Bucarest        | Rumania    | Países Bajos | Zeist                      | Países Bajos |      |
| Polonia             | Sopot           | Polonia    | Portugal     | Budapest                   | Hungría      |      |
| República Checa     | Edimburgo       | Escocia    | Rusia        | Moscú                      | Rusia        |      |
| Suecia              | Gotemburgo      | Suecia     | Suiza        | Roma                       | Italia       |      |
| Turquía             | Bakú            | Azerbaiyán | Ucrania      | Bucarest                   | Rumania      |      |

### Sorteo
El sorteo para el torneo final se llevó a cabo el 30 de noviembre de 2019 a las 18:00 CET (19:00 hora local, EET) en Romexpo en Bucarest, Rumania. Los 24 equipos se dividirán en seis grupos de cuatro. La identidad de los cuatro equipos de la eliminatoria no se conoce en el momento del sorteo, y se identificará como ganadores de play-off de 1 a 4. Se aplicarán los siguientes principios: 
- Los equipos se distribuyen de acuerdo con la clasificación general de la clasificación para la Eurocopa 2020, según sus resultados y sujeto a los ajustes necesarios si hay dos anfitriones emparejados en el mismo bombo.
- Para los equipos anfitriones que se hayan clasificado o puedan clasificarse a través de los play-offs, se los sorteará a los grupos según los emparejamientos de la ciudad anfitriona.
- Si hay grupos que no se pueden finalizar en el momento del sorteo final del torneo, se realizará otro sorteo después de las eliminatorias el 1 de abril de 2021.

Según la clasificación general de los clasificatorios europeos, la siguiente es la composición estándar de los botes:
- Bombo 1: Ganadores del grupo clasificados 1–6
- Bombo 2: Ganadores del grupo clasificados 7–10, subcampeones del grupo clasificados 1–2
- Bombo 3: Subcampeón del grupo clasificado 3–8
- Bombo 4: Subcampeones del grupo clasificados 9–10, ganadores de play-off A – D (identidad desconocida en el momento del sorteo)

Como dos equipos anfitriones del mismo grupo no pueden estar en el mismo bombo, el Panel de Emergencia de la UEFA decidirá el ajuste si es necesario, con dos opciones posibles (basadas en el principio de que los movimientos tendrán un impacto mínimo en el sorteo original):
- uno de los dos equipos anfitriones se moverá hacia el bombo más alto, y el equipo con la clasificación más baja del bote en cuestión se moverá hacia el bombo más bajo.
- uno de los dos equipos anfitriones se moverá al bombo más bajo, y el equipo mejor clasificado del bote en cuestión se moverá al bombo más alto.

El sorteo comenzará con el bombo 1 y se completará con el bombo 4, desde donde se sortea un equipo y se asigna al primer grupo disponible. La posición en el grupo (para la determinación del horario del partido) se sorteará también. En el sorteo, se aplican las siguientes condiciones:
- Asignaciones grupales automáticas: los equipos anfitriones que se clasificaron directamente para el torneo final o que aún pueden clasificarse a través de los play-offs se asignarán automáticamente a su grupo según las asignaciones de sede de la UEFA.
- Enfrentamientos prohibidos: Por razones políticas, la UEFA ha establecido pares de equipos que se consideran enfrentamientos prohibidos. Además de no poder formar parte del mismo grupo, los equipos que no son anfitriones no pueden formar parte de un grupo con un país anfitrión con el que se enfrentan, incluso si el anfitrión no se clasifica. Estos enfrentamientos prohibidos se aplican a los siguientes emparejamientos: Armenia-Azerbaiyán (anfitrión), Gibraltar-España (anfitrión), Kosovo-Bosnia y Herzegovina, Kosovo-Serbia, Ucrania-Rusia (anfitrión).

Una posible culminación de las circunstancias que rodean los play-offs hace imposible anticipar todos los escenarios posibles. Como tal, los problemas potenciales y sus soluciones se tratarán caso por caso por la administración de la UEFA. Por ejemplo, las siguientes condiciones podrían aplicarse según los equipos que se clasifican a través de los play-offs:
- Si dos equipos anfitriones compiten en la misma ruta de play-off, el ganador de esta ruta de play-off, por lo tanto, debería tener asignados dos grupos en el sorteo final del torneo. En tal caso, una segunda ruta de desempate se emparejaría con la ruta que involucra a dos anfitriones, proporcionando un escenario claro para cada posible equipo clasificado. Por ejemplo, si los anfitriones de los grupos A y D compitieran en la ruta 1 de play-off, su ruta podría emparejarse con la ruta 2. Si el anfitrión del grupo A gana la ruta 1, ingresarán al grupo A en el torneo final, y el ganador de la ruta 2 ingresará al grupo D. De lo contrario, todos los demás escenarios darán como resultado que el ganador de la ruta 1 ingrese al grupo D, y el ganador de la ruta 2 ingrese al grupo A.
- Si un equipo anfitrión compite en la ruta de play-off con un equipo que tiene un choque prohibido con una de las dos ciudades anfitrionas del grupo del equipo anfitrión mencionado anteriormente, la ruta se combinaría con una segunda ruta de play-off para proporcionar un escenario factible para cada posible equipo clasificado.

Entre paréntesis se indica en qué grupo estarán ubicados los cabezas de serie.
| Bombo 1 | Bombo 2                                                                                   | Bombo 3                                                                                     | Bombo 4 |
| --- | ----------------------------------------------------------------------------------------- | ------------------------------------------------------------------------------------------- | --- |
| 1. Bélgica 2. Italia (Grupo A) 3. Inglaterra (Grupo D) 4. Alemania (Grupo F) 5. España (Grupo E) 6. Ucrania | 7. Francia 8. Polonia 9. Suiza 10. Croacia 11. Países Bajos (Grupo C) 12. Rusia (Grupo B) | 13. Portugal 14. Turquía 15. Dinamarca (Grupo B) 16. Austria 17. Suecia 18. República Checa | 19. Gales 20. Finlandia 21. Hungría (Grupo F) 22. Eslovaquia (Grupo E) 23. Escocia (Grupo D) 24. Macedonia del Norte (Grupo C) |

Los partidos de la fase de grupos se decidirán según el sorteo, de la siguiente manera:
*Nota: Las posiciones para la programación no usan los bombos del sorteo, y en su lugar usan las posiciones del sorteo, por ejemplo: el equipo 1 no es necesariamente el equipo 1 del bombo 1 en el sorteo.
| Jornada   | Fechas                 | Partidos       |
| --------- | ---------------------- | -------------- |
| Jornada 1 | 11–15 de junio de 2021 | 1 vs 2, 3 vs 4 |
| Jornada 2 | 16–19 de junio de 2021 | 1 vs 3, 2 vs 4 |
| Jornada 3 | 20–23 de junio de 2021 | 1 vs 4, 2 vs 3 |

### Formato de competición
La Eurocopa 2020 se desarrolla dividida en dos fases. Una primera fase de grupos y otra fase de eliminación.
En la fase de grupos las 24 selecciones participantes se dividen en 6 grupos de 4 equipos; cada equipo juega una vez contra los tres rivales de su grupo en un sistema de todos contra todos. Los equipos se clasifican en los grupos según los puntos obtenidos, que se otorgan de la siguiente manera:
- 3 puntos por partido ganado.
- 1 punto por partido empatado.
- 0 puntos por partido perdido.

Si dos o más equipos terminan sus partidos de la fase de grupos empatados en puntos se aplican los siguientes criterios de desempate, en orden de aparición:
- Mayor número de puntos obtenidos en los partidos jugados entre los equipos en cuestión.
- Mejor diferencia de goles producto de los partidos jugados entre los equipos en cuestión.
- Mayor número de goles marcados en los partidos jugados entre los equipos en cuestión.

Si después de aplicar los tres criterios anteriores hay equipos que todavía mantienen la igualdad, los criterios 1 a 3 se vuelven a aplicar exclusivamente a los partidos jugados entre estos equipos para determinar su posición final. Si este procedimiento no conduce a una decisión, se aplican los siguientes cuatro criterios:
- Mejor diferencia de goles en todos los partidos de grupo.
- Mayor número de goles marcados en todos los partidos de grupo.
- La conducta Fair Play en todos los partidos de grupo (de acuerdo con lo definido en el reglamento del torneo).
- Posición en el ranking de coeficientes de la UEFA con que se inició este torneo.

Si dos equipos que tienen la misma cantidad de puntos y el mismo número de goles marcados y encajados juegan entre sí el último partido de su grupo y terminan empatados al final del partido, su posición final en el grupo se determinará mediante penaltis, siempre y cuando no haya equipos dentro del grupo que tengan los mismos puntos al final de los partidos. Si hay más de dos equipos con los mismos puntos se aplican los criterios mencionados anteriormente.
Al término de la fase de grupos los seis ganadores de grupo, los seis segundos lugares y los cuatro mejores terceros lugares se clasifican para la fase de eliminación para jugar los octavos de final. Para definir a los cuatro mejores terceros se elabora una tabla solo con los terceros lugares de cada grupo; estos equipos son clasificados bajo los siguientes criterios, en orden de aparición:
- Mayor número de puntos obtenidos.
- Mejor diferencia de goles.
- Mayor número de goles marcados.
- La conducta Fair Play en todos los partidos de grupo (de acuerdo con lo definido en el reglamento del torneo).
- Posición en el ranking de coeficientes de la UEFA con que se inició este torneo.

La fase de eliminación consiste en los octavos de final, cuartos de final, semifinales y la final. Todos los partidos de la fase de eliminación se juegan con un sistema de eliminación directa. Si luego de los 90 minutos de tiempo de juego reglamentario no hay un ganador se procede a jugar un tiempo extra (prórroga) de dos periodos de 15 minutos cada uno. Si luego del tiempo extra el empate persiste se define al ganador mediante penaltis.
Los emparejamientos de los octavos de final se definieron de la siguiente manera:
- Partido 1: 2.º del Grupo A vs. 2.º del Grupo B
- Partido 2: 1.º del Grupo A vs. 2.º del Grupo C
- Partido 3: 1.º del Grupo C vs. 3.º del Grupo D/E/F
- Partido 4: 1.º del Grupo B vs. 3.º del Grupo A/D/E/F
- Partido 5: 2.º del Grupo D vs. 2.º del Grupo E
- Partido 6: 1.º del Grupo F vs. 3.º del Grupo A/B/C
- Partido 7: 1.º del Grupo D vs. 2.º del Grupo F
- Partido 8: 1.º del Grupo E vs. 3.º del Grupo A/B/C/D

Los emparejamientos de los partidos 3, 4, 6 y 8 dependen de quienes sean los terceros lugares que se clasifiquen a los octavos de final. Los ocho ganadores de los octavos de final se clasifican para los cuartos de final. Los emparejamientos de los cuartos de final se definieron de la siguiente manera:
- Cuartos de final 1: Ganador Partido 6 vs. Ganador Partido 5
- Cuartos de final 2: Ganador Partido 4 vs. Ganador Partido 2
- Cuartos de final 3: Ganador Partido 3 vs. Ganador Partido 1
- Cuartos de final 4: Ganador Partido 8 vs. Ganador Partido 7

Los ganadores de los cuartos de final se clasifican para las semifinales. Los dos partidos de esta instancia se juegan de la siguiente manera:
- Semifinal 1: Ganador Cuartos de final 2 vs. Ganador Cuartos de final 1
- Semifinal 2: Ganador Cuartos de final 4 vs. Ganador Cuartos de final 3

Los dos ganadores de las semifinales se clasifican para la final, partido en el cual se determina el campeón del torneo.

### Árbitros centrales
| - Felix Brych - Daniel Siebert - Slavko Vinčić - Antonio Mateu Lahoz - Carlos del Cerro Grande | - Clément Turpin - Anthony Taylor - Michael Oliver - Orel Grinfeld - Daniele Orsato | - Björn Kuipers - Danny Makkelie - Artur Soares Dias - Ovidiu Hațegan - István Kovács | - Sergei Karasev - Andreas Ekberg - Cüneyt Çakır - Fernando Rapallini |

### Árbitros asistentes
| - Mark Borsch - Stefan Lupp - Christian Gittelmann - Jan Seidel - Sander van Roekel - Erwin Zeinstra - Alessandro Giallatini - Fabiano Preti - Sebastian Gheorghe - Radu Ghinguleac | - Rafael Foltyn - Tomaž Klančnik - Andraž Kovačič - Pau Cebrián Devis - Gary Beswick - Adam Nunn - Mehmet Culum - Stefan Hallberg - Igor Demeshko - Maksim Gavrilin - Vasile Marinescu - Mihai Artene | - Roberto Díaz Pérez del Palomar - Íñigo Prieto López de Cerain - Juan Carlos Yuste Jiménez - Roberto Alonso Fernández - Bahattin Duran - Tarık Ongun - Stuart Burt - Simon Bennett | - Nicolas Danos - Cyril Gringore - Benjamin Pages - Stéphanie Frappart - Roy Hassan - Idan Yarkoni - Rui Tavares - Paulo Soares - Hessel Steegstra - Jan de Vries - Juan Pablo Belatti - Diego Bonfá |

## Resultados
Los horarios son CEST (UTC+2), según el listado entregado por la UEFA.

### Fase de grupos
Clasificado a octavos de final. 
     Clasificado a octavos de final como uno de los cuatro mejores terceros.

#### Grupo A
El Estadio Olímpico de Roma y el Estadio Olímpico de Bakú albergaron los partidos del grupo.
| Selección | Pts | PJ | PG | PE | PP | GF | GC | Dif |
| --------- | --- | -- | -- | -- | -- | -- | -- | --- |
| Italia    | 9   | 3  | 3  | 0  | 0  | 7  | 0  | 7   |
| Gales     | 4   | 3  | 1  | 1  | 1  | 3  | 2  | 1   |
| Suiza     | 4   | 3  | 1  | 1  | 1  | 4  | 5  | −1  |
| Turquía   | 0   | 3  | 0  | 0  | 3  | 1  | 8  | −7  |

| 11 de junio de 2021                                                                         | Turquía | 0:3 (0:0) | Italia                                            | Estadio Olímpico, Roma                                                     |                                                                            |
| 21:00                                                                                       |         | Reporte   | - Demiral 53' (a.g.) - Immobile 66' - Insigne 79' | Asistencia: 12 916 espectadores Árbitro(s): Danny Makkelie VAR: Kevin Blom | Asistencia: 12 916 espectadores Árbitro(s): Danny Makkelie VAR: Kevin Blom |
| • Primera vez que el primer gol del campeonato es un autogol en la historia de la Eurocopa. |         |           |                                                   |                                                                            |                                                                            |

| 12 de junio de 2021 | Gales     | 1:1 (0:0) | Suiza      | Estadio Olímpico, Bakú                                                          |                                                                                 |
| 15:00               | Moore 74' | Reporte   | Embolo 49' | Asistencia: 8782 espectadores Árbitro(s): Clément Turpin VAR: François Letexier | Asistencia: 8782 espectadores Árbitro(s): Clément Turpin VAR: François Letexier |

| 16 de junio de 2021 | Turquía | 0:2 (0:1) | Gales                        | Estadio Olímpico, Bakú                                                    |                                                                           |
| 18:00               |         | Reporte   | - Ramsey 42' - Roberts 90+5' | Asistencia: 19 762 espectadores Árbitro(s): Artur Dias VAR: João Pinheiro | Asistencia: 19 762 espectadores Árbitro(s): Artur Dias VAR: João Pinheiro |

| 16 de junio de 2021 | Italia                              | 3:0 (1:0) | Suiza | Estadio Olímpico, Roma                                                            |                                                                                   |
| 21:00               | - Locatelli 26', 52' - Immobile 89' | Reporte   |       | Asistencia: 12 445 espectadores Árbitro(s): Serguéi Karasiov VAR: Bastian Dankert | Asistencia: 12 445 espectadores Árbitro(s): Serguéi Karasiov VAR: Bastian Dankert |

| 20 de junio de 2021 | Suiza                             | 3:1 (2:0) | Turquía     | Estadio Olímpico, Bakú                                                         |                                                                                |
| 18:00               | - Seferović 6' - Shaqiri 26', 68' | Reporte   | Kahveci 62' | Asistencia: 17 138 espectadores Árbitro(s): Slavko Vinčić VAR: Bastian Dankert | Asistencia: 17 138 espectadores Árbitro(s): Slavko Vinčić VAR: Bastian Dankert |

| 20 de junio de 2021 | Italia      | 1:0 (1:0) | Gales | Estadio Olímpico, Roma                                                    |                                                                           |
| 18:00               | Pessina 39' | Reporte   |       | Asistencia: 11 541 espectadores Árbitro(s): Ovidiu Haţegan VAR: Paweł Gil | Asistencia: 11 541 espectadores Árbitro(s): Ovidiu Haţegan VAR: Paweł Gil |

#### Grupo B
El Estadio Krestovski de San Petersburgo y el Parken Stadion de Copenhague albergaron los partidos del grupo.
| Selección | Pts | PJ | PG | PE | PP | GF | GC | Dif |
| --------- | --- | -- | -- | -- | -- | -- | -- | --- |
| Bélgica   | 9   | 3  | 3  | 0  | 0  | 7  | 1  | 6   |
| Dinamarca | 3   | 3  | 1  | 0  | 2  | 5  | 4  | 1   |
| Finlandia | 3   | 3  | 1  | 0  | 2  | 1  | 3  | −2  |
| Rusia     | 3   | 3  | 1  | 0  | 2  | 2  | 7  | −5  |

| 12 de junio de 2021 | Dinamarca | 0:1 (0:0) | Finlandia      | Parken Stadion, Copenhague                                                     |                                                                                |
| 18:00 |           | Reporte   | Pohjanpalo 60' | Asistencia: 15 200 espectadores Árbitro(s): Anthony Taylor VAR: Stuart Attwell | Asistencia: 15 200 espectadores Árbitro(s): Anthony Taylor VAR: Stuart Attwell |
| • Debido a una emergencia médica que afectó a Christian Eriksen, el partido se paró en el minuto 43 y se reanudó casi dos horas después. • Estreno y primera victoria de Finlandia en una Eurocopa, ocasión en la que Joel Pohjanpalo anotó el primer gol finés en la historia de la competición. |           |           |                |                                                                                |                                                                                |

| 12 de junio de 2021 | Bélgica                         | 3:0 (2:0) | Rusia | Estadio Krestovski, San Petersburgo                                              |                                                                                  |
| 21:00               | - Lukaku 10', 88' - Meunier 34' | Reporte   |       | Asistencia: 26 264 espectadores Árbitro(s): Mateu Lahoz VAR: Hernández Hernández | Asistencia: 26 264 espectadores Árbitro(s): Mateu Lahoz VAR: Hernández Hernández |

| 16 de junio de 2021 | Finlandia | 0:1 (0:1) | Rusia           | Estadio Krestovski, San Petersburgo                                            |                                                                                |
| 15:00               |           | Reporte   | Miranchuk 45+2' | Asistencia: 24 540 espectadores Árbitro(s): Danny Makkelie VAR: Pol van Boekel | Asistencia: 24 540 espectadores Árbitro(s): Danny Makkelie VAR: Pol van Boekel |

| 17 de junio de 2021 | Dinamarca  | 1:2 (1:0) | Bélgica                         | Parken Stadion, Copenhague                                                    |                                                                               |
| 18:00               | Poulsen 2' | Reporte   | - T. Hazard 55' - De Bruyne 70' | Asistencia: 23 395 espectadores Árbitro(s): Björn Kuipers VAR: Pol van Boekel | Asistencia: 23 395 espectadores Árbitro(s): Björn Kuipers VAR: Pol van Boekel |

| 21 de junio de 2021 | Rusia             | 1:4 (0:1) | Dinamarca                                                   | Parken Stadion, Copenhague                                                        |                                                                                   |
| 21:00               | Dziuba 70' (pen.) | Reporte   | - Damsgaard 38' - Poulsen 59' - Christensen 79' - Mæhle 82' | Asistencia: 23 644 espectadores Árbitro(s): Clément Turpin VAR: François Letexier | Asistencia: 23 644 espectadores Árbitro(s): Clément Turpin VAR: François Letexier |

| 21 de junio de 2021 | Finlandia | 0:2 (0:0) | Bélgica                            | Estadio Krestovski, San Petersburgo                                      |                                                                          |
| 21:00               |           | Reporte   | - Hrádecký 74' (a.g.) - Lukaku 81' | Asistencia: 18 545 espectadores Árbitro(s): Felix Brych VAR: Marco Fritz | Asistencia: 18 545 espectadores Árbitro(s): Felix Brych VAR: Marco Fritz |

#### Grupo C
El Johan Cruyff Arena de Ámsterdam y el Arena Națională de Bucarest albergaron los partidos del grupo.
| Selección           | Pts | PJ | PG | PE | PP | GF | GC | Dif |
| ------------------- | --- | -- | -- | -- | -- | -- | -- | --- |
| Países Bajos        | 9   | 3  | 3  | 0  | 0  | 8  | 2  | 6   |
| Austria             | 6   | 3  | 2  | 0  | 1  | 4  | 3  | 1   |
| Ucrania             | 3   | 3  | 1  | 0  | 2  | 4  | 5  | −1  |
| Macedonia del Norte | 0   | 3  | 0  | 0  | 3  | 2  | 8  | −6  |

| 13 de junio de 2021 | Austria                                         | 3:1 (1:1) | Macedonia del Norte | Arena Națională, Bucarest                                                     |                                                                               |
| 18:00 | - Lainer 18' - Gregoritsch 78' - Arnautović 89' | Reporte   | Pandev 28'          | Asistencia: 9082 espectadores Árbitro(s): Andreas Ekberg VAR: Bastian Dankert | Asistencia: 9082 espectadores Árbitro(s): Andreas Ekberg VAR: Bastian Dankert |
| • Estreno de Macedonia del Norte en una Eurocopa, ocasión en la que Goran Pandev anotó el primer gol macedonio en la historia de la competición. • Austria logró su primera victoria en una Eurocopa. |                                                 |           |                     |                                                                               |                                                                               |

| 13 de junio de 2021 | Países Bajos                                  | 3:2 (0:0) | Ucrania                          | Johan Cruyff Arena, Ámsterdam                                            |                                                                          |
| 21:00               | - Wijnaldum 52' - Weghorst 58' - Dumfries 84' | Reporte   | - Yarmolenko 75' - Yaremchuk 79' | Asistencia: 15 837 espectadores Árbitro(s): Felix Brych VAR: Marco Fritz | Asistencia: 15 837 espectadores Árbitro(s): Felix Brych VAR: Marco Fritz |

| 17 de junio de 2021 | Ucrania                          | 2:1 (2:0) | Macedonia del Norte | Arena Națională, Bucarest                                                               |                                                                                         |
| 15:00               | - Yarmolenko 29' - Yaremchuk 34' | Reporte   | Alioski 57'         | Asistencia: 10 001 espectadores Árbitro(s): Fernando Rapallini VAR: Hernández Hernández | Asistencia: 10 001 espectadores Árbitro(s): Fernando Rapallini VAR: Hernández Hernández |

| 17 de junio de 2021 | Países Bajos                      | 2:0 (1:0) | Austria | Johan Cruyff Arena, Ámsterdam                                            |                                                                          |
| 21:00               | - Depay 11' (pen.) - Dumfries 67' | Reporte   |         | Asistencia: 15 243 espectadores Árbitro(s): Orel Grinfeld VAR: Paweł Gil | Asistencia: 15 243 espectadores Árbitro(s): Orel Grinfeld VAR: Paweł Gil |

| 21 de junio de 2021 | Macedonia del Norte | 0:3 (0:1) | Países Bajos                     | Johan Cruyff Arena, Ámsterdam                                                 |                                                                               |
| 18:00               |                     | Reporte   | - Depay 24' - Wijnaldum 51', 58' | Asistencia: 15 227 espectadores Árbitro(s): István Kovács VAR: Marco Di Bello | Asistencia: 15 227 espectadores Árbitro(s): István Kovács VAR: Marco Di Bello |

| 21 de junio de 2021                                                                            | Ucrania | 0:1 (0:1) | Austria         | Arena Națională, Bucarest                                                         |                                                                                   |
| 18:00                                                                                          |         | Reporte   | Baumgartner 21' | Asistencia: 10 472 espectadores Árbitro(s): Cüneyt Çakır VAR: Massimiliano Irrati | Asistencia: 10 472 espectadores Árbitro(s): Cüneyt Çakır VAR: Massimiliano Irrati |
| • Austria y Ucrania lograron su primera clasificación a unos octavos de final de una Eurocopa. |         |           |                 |                                                                                   |                                                                                   |

#### Grupo D
El estadio de Wembley de Londres y el Hampden Park de Glasgow albergaron los partidos del grupo.
| Selección       | Pts | PJ | PG | PE | PP | GF | GC | Dif |
| --------------- | --- | -- | -- | -- | -- | -- | -- | --- |
| Inglaterra      | 7   | 3  | 2  | 1  | 0  | 2  | 0  | 2   |
| Croacia         | 4   | 3  | 1  | 1  | 1  | 4  | 3  | 1   |
| República Checa | 4   | 3  | 1  | 1  | 1  | 3  | 2  | 1   |
| Escocia         | 1   | 3  | 0  | 1  | 2  | 1  | 5  | −4  |

| 13 de junio de 2021 | Inglaterra   | 1:0 (0:0) | Croacia | Estadio de Wembley, Londres                                                         |                                                                                     |
| 15:00               | Sterling 57' | Reporte   |         | Asistencia: 18 497 espectadores Árbitro(s): Daniele Orsato VAR: Massimiliano Irrati | Asistencia: 18 497 espectadores Árbitro(s): Daniele Orsato VAR: Massimiliano Irrati |

| 14 de junio de 2021 | Escocia | 0:2 (0:1) | República Checa | Hampden Park, Glasgow                                                     |                                                                           |
| 15:00               |         | Reporte   | Schick 42', 52' | Asistencia: 9847 espectadores Árbitro(s): Daniel Siebert VAR: Marco Fritz | Asistencia: 9847 espectadores Árbitro(s): Daniel Siebert VAR: Marco Fritz |

| 18 de junio de 2021 | Croacia     | 1:1 (0:1) | República Checa   | Hampden Park, Glasgow                                                            |                                                                                  |
| 18:00               | Perišić 47' | Reporte   | Schick 37' (pen.) | Asistencia: 5607 espectadores Árbitro(s): Del Cerro Grande VAR: Martínez Munuera | Asistencia: 5607 espectadores Árbitro(s): Del Cerro Grande VAR: Martínez Munuera |

| 18 de junio de 2021 | Inglaterra | 0:0     | Escocia | Estadio de Wembley, Londres                                                      |                                                                                  |
| 21:00               |            | Reporte |         | Asistencia: 20 306 espectadores Árbitro(s): Mateu Lahoz VAR: Hernández Hernández | Asistencia: 20 306 espectadores Árbitro(s): Mateu Lahoz VAR: Hernández Hernández |

| 22 de junio de 2021 | Croacia                                 | 3:1 (1:1) | Escocia      | Hampden Park, Glasgow                                                                 |                                                                                       |
| 21:00               | - Vlašić 17' - Modrić 62' - Perišić 77' | Reporte   | McGregor 42' | Asistencia: 9896 espectadores Árbitro(s): Fernando Rapallini VAR: Hernández Hernández | Asistencia: 9896 espectadores Árbitro(s): Fernando Rapallini VAR: Hernández Hernández |

| 22 de junio de 2021 | República Checa | 0:1 (0:1) | Inglaterra   | Estadio de Wembley, Londres                                               |                                                                           |
| 21:00               |                 | Reporte   | Sterling 12' | Asistencia: 19 104 espectadores Árbitro(s): Artur Dias VAR: João Pinheiro | Asistencia: 19 104 espectadores Árbitro(s): Artur Dias VAR: João Pinheiro |

#### Grupo E
El Estadio La Cartuja de Sevilla y el Estadio Krestovski de San Petersburgo quedaron asignados finalmente para albergar los partidos del grupo —tras descartar Bilbao y Dublín el 23 de abril de 2021—.
| Selección  | Pts | PJ | PG | PE | PP | GF | GC | Dif |
| ---------- | --- | -- | -- | -- | -- | -- | -- | --- |
| Suecia     | 7   | 3  | 2  | 1  | 0  | 4  | 2  | 2   |
| España     | 5   | 3  | 1  | 2  | 0  | 6  | 1  | 5   |
| Eslovaquia | 3   | 3  | 1  | 0  | 2  | 2  | 7  | −5  |
| Polonia    | 1   | 3  | 0  | 1  | 2  | 4  | 6  | −2  |

| 14 de junio de 2021 | Polonia     | 1:2 (0:1) | Eslovaquia                           | Estadio Krestovski, San Petersburgo                                            |                                                                                |
| 18:00               | Linetty 46' | Reporte   | - Szczęsny 18' (a.g.) - Škriniar 69' | Asistencia: 12 862 espectadores Árbitro(s): Ovidiu Haţegan VAR: Marco Di Bello | Asistencia: 12 862 espectadores Árbitro(s): Ovidiu Haţegan VAR: Marco Di Bello |

| 14 de junio de 2021 | España | 0:0     | Suecia | Estadio La Cartuja, Sevilla                                                    |                                                                                |
| 21:00               |        | Reporte |        | Asistencia: 12 517 espectadores Árbitro(s): Slavko Vinčić VAR: Bastian Dankert | Asistencia: 12 517 espectadores Árbitro(s): Slavko Vinčić VAR: Bastian Dankert |

| 18 de junio de 2021 | Suecia              | 1:0 (0:0) | Eslovaquia | Estadio Krestovski, San Petersburgo                                         |                                                                             |
| 15:00               | Forsberg 77' (pen.) | Reporte   |            | Asistencia: 11 525 espectadores Árbitro(s): Daniel Siebert VAR: Marco Fritz | Asistencia: 11 525 espectadores Árbitro(s): Daniel Siebert VAR: Marco Fritz |

| 19 de junio de 2021 | España     | 1:1 (1:0) | Polonia         | Estadio La Cartuja, Sevilla                                                         |                                                                                     |
| 21:00               | Morata 25' | Reporte   | Lewandowski 54' | Asistencia: 11 742 espectadores Árbitro(s): Daniele Orsato VAR: Massimiliano Irrati | Asistencia: 11 742 espectadores Árbitro(s): Daniele Orsato VAR: Massimiliano Irrati |

| 23 de junio de 2021 | Eslovaquia | 0:5 (0:2) | España                                                                              | Estadio La Cartuja, Sevilla                                                   |                                                                               |
| 18:00               |            | Reporte   | - Dúbravka 30' (a.g.) - Laporte 45+3' - Sarabia 56' - Torres 67' - Kucka 71' (a.g.) | Asistencia: 11 204 espectadores Árbitro(s): Björn Kuipers VAR: Pol van Boekel | Asistencia: 11 204 espectadores Árbitro(s): Björn Kuipers VAR: Pol van Boekel |

| 23 de junio de 2021 | Suecia                              | 3:2 (1:0) | Polonia              | Estadio Krestovski, San Petersburgo                                            |                                                                                |
| 18:00               | - Forsberg 2', 59' - Claesson 90+4' | Reporte   | Lewandowski 61', 84' | Asistencia: 14 252 espectadores Árbitro(s): Michael Oliver VAR: Chris Kavanagh | Asistencia: 14 252 espectadores Árbitro(s): Michael Oliver VAR: Chris Kavanagh |

#### Grupo F
El Fußball Arena de Múnich y el Puskás Aréna de Budapest albergaron los partidos del grupo. 
| Selección | Pts | PJ | PG | PE | PP | GF | GC | Dif |
| --------- | --- | -- | -- | -- | -- | -- | -- | --- |
| Francia   | 5   | 3  | 1  | 2  | 0  | 4  | 3  | 1   |
| Alemania  | 4   | 3  | 1  | 1  | 1  | 6  | 5  | 1   |
| Portugal  | 4   | 3  | 1  | 1  | 1  | 7  | 6  | 1   |
| Hungría   | 2   | 3  | 0  | 2  | 1  | 3  | 6  | −3  |

| 15 de junio de 2021 | Hungría | 0:3 (0:0) | Portugal                                    | Puskás Aréna, Budapest                                                            |                                                                                   |
| 18:00 |         | Reporte   | - Guerreiro 84' - Ronaldo 87' (pen.), 90+2' | Asistencia: 55 662 espectadores Árbitro(s): Cüneyt Çakır VAR: Massimiliano Irrati | Asistencia: 55 662 espectadores Árbitro(s): Cüneyt Çakır VAR: Massimiliano Irrati |
| • Cristiano Ronaldo se convirtió en el máximo goleador (11) en la historia de la Eurocopa superando a Michel Platini (9). Además, se convirtió en el jugador con más victorias (12) en la historia de la competición. |         |           |                                             |                                                                                   |                                                                                   |

| 15 de junio de 2021 | Francia            | 1:0 (1:0) | Alemania | Allianz Arena, Múnich                                                              |                                                                                    |
| 21:00               | Hummels 20' (a.g.) | Reporte   |          | Asistencia: 13 000 espectadores Árbitro(s): Del Cerro Grande VAR: Martínez Munuera | Asistencia: 13 000 espectadores Árbitro(s): Del Cerro Grande VAR: Martínez Munuera |

| 19 de junio de 2021 | Hungría     | 1:1 (1:0) | Francia       | Puskás Aréna, Budapest                                                         |                                                                                |
| 15:00               | Fiola 45+2' | Reporte   | Griezmann 66' | Asistencia: 55 998 espectadores Árbitro(s): Michael Oliver VAR: Chris Kavanagh | Asistencia: 55 998 espectadores Árbitro(s): Michael Oliver VAR: Chris Kavanagh |

| 19 de junio de 2021 | Portugal                 | 2:4 (1:2) | Alemania                                                            | Allianz Arena, Múnich                                                          |                                                                                |
| 18:00               | - Ronaldo 15' - Jota 67' | Reporte   | - Dias 35' (a.g.) - Guerreiro 39' (a.g.) - Havertz 51' - Gosens 60' | Asistencia: 12 926 espectadores Árbitro(s): Anthony Taylor VAR: Stuart Attwell | Asistencia: 12 926 espectadores Árbitro(s): Anthony Taylor VAR: Stuart Attwell |

| 23 de junio de 2021                                                                                            | Portugal                       | 2:2 (1:1) | Francia                   | Puskás Aréna, Budapest                                                           |                                                                                  |
| 21:00 | Ronaldo 31' (pen.), 60' (pen.) | Reporte   | Benzema 45+2' (pen.), 47' | Asistencia: 54 886 espectadores Árbitro(s): Mateu Lahoz VAR: Hernández Hernández | Asistencia: 54 886 espectadores Árbitro(s): Mateu Lahoz VAR: Hernández Hernández |
| • Cristiano Ronaldo igualó el récord de goles de Ali Daei (109) como máximo goleador histórico de selecciones. |                                |           |                           |                                                                                  |                                                                                  |

| 23 de junio de 2021 | Alemania                     | 2:2 (0:1) | Hungría                    | Allianz Arena, Múnich                                                                 |                                                                                       |
| 21:00               | - Havertz 66' - Goretzka 84' | Reporte   | - Szalai 11' - Schäfer 68' | Asistencia: 12 413 espectadores Árbitro(s): Serguéi Karasiov VAR: Massimiliano Irrati | Asistencia: 12 413 espectadores Árbitro(s): Serguéi Karasiov VAR: Massimiliano Irrati |

#### Mejores terceros
| Selección       | Gr. | Pts. | PJ | PG | PE | PP | GF | GC | Dif |
| --------------- | --- | ---- | -- | -- | -- | -- | -- | -- | --- |
| Portugal        | F   | 4    | 3  | 1  | 1  | 1  | 7  | 6  | 1   |
| República Checa | D   | 4    | 3  | 1  | 1  | 1  | 3  | 2  | 1   |
| Suiza           | A   | 4    | 3  | 1  | 1  | 1  | 4  | 5  | −1  |
| Ucrania         | C   | 3    | 3  | 1  | 0  | 2  | 4  | 5  | −1  |
| Finlandia       | B   | 3    | 3  | 1  | 0  | 2  | 1  | 3  | −2  |
| Eslovaquia      | E   | 3    | 3  | 1  | 0  | 2  | 2  | 7  | −5  |

El cuadro de enfrentamientos de los mejores terceros en los partidos de octavos está basado en el siguiente formato, según la sección 5 del artículo 21 del reglamento de competencia del torneo:
| Mejores terceros clasificados en fase de grupos | Mejores terceros clasificados en fase de grupos | Mejores terceros clasificados en fase de grupos | Mejores terceros clasificados en fase de grupos | Mejores terceros clasificados en fase de grupos | Mejores terceros clasificados en fase de grupos |    | 1B Vs. | 1C Vs. | 1E Vs. | 1F Vs. |
| ----------------------------------------------- | ----------------------------------------------- | ----------------------------------------------- | ----------------------------------------------- | ----------------------------------------------- | ----------------------------------------------- | -- | ------ | ------ | ------ | ------ |
| A                                               | B                                               | C                                               | D                                               |                                                 |                                                 | 3A | 3D     | 3B     | 3C     |        |
| A                                               | B                                               | C                                               |                                                 | E                                               |                                                 | 3A | 3E     | 3B     | 3C     |        |
| A                                               | B                                               | C                                               |                                                 |                                                 | F                                               | 3A | 3F     | 3B     | 3C     |        |
| A                                               | B                                               |                                                 | D                                               | E                                               |                                                 | 3D | 3E     | 3A     | 3B     |        |
| A                                               | B                                               |                                                 | D                                               |                                                 | F                                               | 3D | 3F     | 3A     | 3B     |        |
| A                                               | B                                               |                                                 |                                                 | E                                               | F                                               | 3E | 3F     | 3B     | 3A     |        |
| A                                               |                                                 | C                                               | D                                               | E                                               |                                                 | 3E | 3D     | 3C     | 3A     |        |
| A                                               |                                                 | C                                               | D                                               |                                                 | F                                               | 3F | 3D     | 3C     | 3A     |        |
| A                                               |                                                 | C                                               |                                                 | E                                               | F                                               | 3E | 3F     | 3C     | 3A     |        |
| A                                               |                                                 |                                                 | D                                               | E                                               | F                                               | 3E | 3F     | 3D     | 3A     |        |
|                                                 | B                                               | C                                               | D                                               | E                                               |                                                 | 3E | 3D     | 3B     | 3C     |        |
|                                                 | B                                               | C                                               | D                                               |                                                 | F                                               | 3F | 3D     | 3C     | 3B     |        |
|                                                 | B                                               | C                                               |                                                 | E                                               | F                                               | 3F | 3E     | 3C     | 3B     |        |
|                                                 | B                                               |                                                 | D                                               | E                                               | F                                               | 3F | 3E     | 3D     | 3B     |        |
|                                                 |                                                 | C                                               | D                                               | E                                               | F                                               | 3F | 3E     | 3D     | 3C     |        |

### Clasificación general

Mapa según los resultados del torneo.

### Fase de eliminación
|  | Octavos de final         | Octavos de final             |                       |       | Cuartos de final | Cuartos de final |  |  | Semifinales | Semifinales |  |  | Final | Final |
|  |                          |                              |                       |       |                  |                  |  |  |             |             |  |  |       |       |
|  | 27 de junio – Sevilla    |                              |                       |       |                  |                  |  |  |             |             |  |  |       |       |
|  |                          |                              |                       |       |                  |                  |  |  |             |             |  |  |       |       |
|  | Bélgica                  | 1                            |                       |       |                  |                  |  |  |             |             |  |  |       |       |
|  | Bélgica                  | 1                            | 2 de julio – Múnich   |       |                  |                  |  |  |             |             |  |  |       |       |
|  | Portugal                 | 0                            |                       |       |                  |                  |  |  |             |             |  |  |       |       |
|  | Portugal                 | 0                            | Bélgica               | 1     |                  |                  |  |  |             |             |  |  |       |       |
|  | 26 de junio – Londres    |                              | Bélgica               | 1     |                  |                  |  |  |             |             |  |  |       |       |
|  |                          | Italia                       | 2                     |       |                  |                  |  |  |             |             |  |  |       |       |
|  | Italia (t. s.)           | Italia                       | 2                     | 2     |                  |                  |  |  |             |             |  |  |       |       |
|  | Italia (t. s.)           |                              | 6 de julio – Londres  | 2     |                  |                  |  |  |             |             |  |  |       |       |
|  | Austria                  | 1                            |                       |       |                  |                  |  |  |             |             |  |  |       |       |
|  | Austria                  | 1                            | Italia (p.)           | 1 (4) |                  |                  |  |  |             |             |  |  |       |       |
|  | 28 de junio – Bucarest   |                              | Italia (p.)           | 1 (4) |                  |                  |  |  |             |             |  |  |       |       |
|  |                          | España                       | 1 (2)                 |       |                  |                  |  |  |             |             |  |  |       |       |
|  | Francia                  | España                       | 1 (2)                 | 3 (4) |                  |                  |  |  |             |             |  |  |       |       |
|  | Francia                  | 2 de julio – San Petersburgo |                       | 3 (4) |                  |                  |  |  |             |             |  |  |       |       |
|  | Suiza (p.)               | 3 (5)                        |                       |       |                  |                  |  |  |             |             |  |  |       |       |
|  | Suiza (p.)               | 3 (5)                        | Suiza                 | 1 (4) |                  |                  |  |  |             |             |  |  |       |       |
|  | 28 de junio – Copenhague |                              | Suiza                 | 1 (4) |                  |                  |  |  |             |             |  |  |       |       |
|  |                          | España (p.)                  | 1 (5)                 |       |                  |                  |  |  |             |             |  |  |       |       |
|  | Croacia                  | España (p.)                  | 1 (5)                 | 3     |                  |                  |  |  |             |             |  |  |       |       |
|  | Croacia                  |                              | 11 de julio – Londres | 3     |                  |                  |  |  |             |             |  |  |       |       |
|  | España (t. s.)           | 5                            |                       |       |                  |                  |  |  |             |             |  |  |       |       |
|  | España (t. s.)           | 5                            | Italia (p.)           | 1 (3) |                  |                  |  |  |             |             |  |  |       |       |
|  | 29 de junio – Glasgow    |                              | Italia (p.)           | 1 (3) |                  |                  |  |  |             |             |  |  |       |       |
|  |                          | Inglaterra                   | 1 (2)                 |       |                  |                  |  |  |             |             |  |  |       |       |
|  | Suecia                   | Inglaterra                   | 1 (2)                 | 1     |                  |                  |  |  |             |             |  |  |       |       |
|  | Suecia                   | 3 de julio – Roma            |                       | 1     |                  |                  |  |  |             |             |  |  |       |       |
|  | Ucrania (t. s.)          | 2                            |                       |       |                  |                  |  |  |             |             |  |  |       |       |
|  | Ucrania (t. s.)          | 2                            | Ucrania               | 0     |                  |                  |  |  |             |             |  |  |       |       |
|  | 29 de junio – Londres    |                              | Ucrania               | 0     |                  |                  |  |  |             |             |  |  |       |       |
|  |                          | Inglaterra                   | 4                     |       |                  |                  |  |  |             |             |  |  |       |       |
|  | Inglaterra               | Inglaterra                   | 4                     | 2     |                  |                  |  |  |             |             |  |  |       |       |
|  | Inglaterra               |                              | 7 de julio – Londres  | 2     |                  |                  |  |  |             |             |  |  |       |       |
|  | Alemania                 | 0                            |                       |       |                  |                  |  |  |             |             |  |  |       |       |
|  | Alemania                 | 0                            | Inglaterra (t. s.)    | 2     |                  |                  |  |  |             |             |  |  |       |       |
|  | 27 de junio – Budapest   |                              | Inglaterra (t. s.)    | 2     |                  |                  |  |  |             |             |  |  |       |       |
|  |                          | Dinamarca                    | 1                     |       |                  |                  |  |  |             |             |  |  |       |       |
|  | Países Bajos             | Dinamarca                    | 1                     | 0     |                  |                  |  |  |             |             |  |  |       |       |
|  | Países Bajos             | 3 de julio – Bakú            |                       | 0     |                  |                  |  |  |             |             |  |  |       |       |
|  | República Checa          | 2                            |                       |       |                  |                  |  |  |             |             |  |  |       |       |
|  | República Checa          | 2                            | República Checa       | 1     |                  |                  |  |  |             |             |  |  |       |       |
|  | 26 de junio – Ámsterdam  |                              | República Checa       | 1     |                  |                  |  |  |             |             |  |  |       |       |
|  |                          | Dinamarca                    | 2                     |       |                  |                  |  |  |             |             |  |  |       |       |
|  | Gales                    | Dinamarca                    | 2                     | 0     |                  |                  |  |  |             |             |  |  |       |       |
|  | Gales                    |                              |                       | 0     |                  |                  |  |  |             |             |  |  |       |       |
|  | Dinamarca                | 4                            |                       |       |                  |                  |  |  |             |             |  |  |       |       |
|  | Dinamarca                | 4                            |                       |       |                  |                  |  |  |             |             |  |  |       |       |

#### Octavos de final
| 26 de junio de 2021 | Gales | 0:4 (0:1) | Dinamarca                                          | Johan Cruyff Arena, Ámsterdam                                                   |                                                                                 |
| 18:00               |       | Reporte   | - Dolberg 27', 48' - Mæhle 88' - Braithwaite 90+6' | Asistencia: 14 645 espectadores Árbitro(s): Daniel Siebert VAR: Bastian Dankert | Asistencia: 14 645 espectadores Árbitro(s): Daniel Siebert VAR: Bastian Dankert |

| 26 de junio de 2021 | Italia                      | 2:1 (0:0, 0:0) (t. s.) | Austria        | Estadio de Wembley, Londres                                                    |                                                                                |
| 21:00               | - Chiesa 95' - Pessina 105' | Reporte                | Kalajdžić 114' | Asistencia: 18 910 espectadores Árbitro(s): Anthony Taylor VAR: Stuart Attwell | Asistencia: 18 910 espectadores Árbitro(s): Anthony Taylor VAR: Stuart Attwell |

| 27 de junio de 2021 | Países Bajos | 0:2 (0:0) | República Checa          | Puskás Aréna, Budapest                                                           |                                                                                  |
| 18:00               |              | Reporte   | - Holeš 68' - Schick 80' | Asistencia: 52 834 espectadores Árbitro(s): Serguéi Karasiov VAR: Stuart Attwell | Asistencia: 52 834 espectadores Árbitro(s): Serguéi Karasiov VAR: Stuart Attwell |

| 27 de junio de 2021 | Bélgica       | 1:0 (1:0) | Portugal | Estadio La Cartuja, Sevilla                                              |                                                                          |
| 21:00               | T. Hazard 42' | Reporte   |          | Asistencia: 11 504 espectadores Árbitro(s): Felix Brych VAR: Marco Fritz | Asistencia: 11 504 espectadores Árbitro(s): Felix Brych VAR: Marco Fritz |

| 28 de junio de 2021 | Croacia                                        | 3:5 (3:3, 1:1) (t. s.) | España                                                                      | Parken Stadion, Copenhague                                                    |                                                                               |
| 18:00               | - Pedri 20' (a.g.) - Oršić 85' - Pašalić 90+2' | Reporte                | - Sarabia 38' - Azpilicueta 57' - Torres 77' - Morata 100' - Oyarzabal 103' | Asistencia: 22 771 espectadores Árbitro(s): Cüneyt Çakır VAR: Bastian Dankert | Asistencia: 22 771 espectadores Árbitro(s): Cüneyt Çakır VAR: Bastian Dankert |

| 28 de junio de 2021                                                  | Francia                                       | 3:3 (3:3, 0:1) (t. s.)(4:5 p.) | Suiza                                            | Arena Națională, Bucarest                                                            |                                                                                      |
| 21:00                                                                | - Benzema 57', 59' - Pogba 75'                | Reporte                        | - Seferović 15', 81' - Gavranović 90'            | Asistencia: 22 642 espectadores Árbitro(s): Fernando Rapallini VAR: Martínez Munuera | Asistencia: 22 642 espectadores Árbitro(s): Fernando Rapallini VAR: Martínez Munuera |
|                                                                      |                                               | Tiros desde el punto penal     |                                                  |                                                                                      |                                                                                      |
|                                                                      | - Pogba - Giroud - Thuram - Kimpembe - Mbappé |                                | - Gavranović - Schär - Akanji - Vargas - Mehmedi |                                                                                      |                                                                                      |
| • Primera clasificación de Suiza a Cuartos de final de una Eurocopa. |                                               |                                |                                                  |                                                                                      |                                                                                      |

| 29 de junio de 2021 | Inglaterra                | 2:0 (0:0) | Alemania | Estadio de Wembley, Londres                                                    |                                                                                |
| 18:00               | - Sterling 75' - Kane 86' | Reporte   |          | Asistencia: 41 973 espectadores Árbitro(s): Danny Makkelie VAR: Pol van Boekel | Asistencia: 41 973 espectadores Árbitro(s): Danny Makkelie VAR: Pol van Boekel |

| 29 de junio de 2021, 21:00                                                       | Suecia       | 1:2 (1:1, 1:1) (t. s.) | Ucrania                         | Hampden Park, Glasgow                                                             |                                                                                   |
|                                                                                  | Forsberg 43' | Reporte                | - Zinchenko 27' - Dovbyk 120+1' | Asistencia: 9221 espectadores Árbitro(s): Daniele Orsato VAR: Massimiliano Irrati | Asistencia: 9221 espectadores Árbitro(s): Daniele Orsato VAR: Massimiliano Irrati |
| • Primera clasificación histórica de Ucrania a cuartos de final de una Eurocopa. |              |                        |                                 |                                                                                   |                                                                                   |

#### Cuartos de final
| 2 de julio de 2021 | Suiza                                  | 1:1 (1:1, 0:1) (t. s.)(1:3 p.) | España                                         | Estadio Krestovski, San Petersburgo                                            |                                                                                |
| 18:00              | Shaqiri 68'                            | Reporte                        | Zakaria 8' (a.g.)                              | Asistencia: 24 764 espectadores Árbitro(s): Michael Oliver VAR: Chris Kavanagh | Asistencia: 24 764 espectadores Árbitro(s): Michael Oliver VAR: Chris Kavanagh |
|                    |                                        | Tiros desde el punto penal     |                                                |                                                                                |                                                                                |
|                    | - Gavranović - Schär - Akanji - Vargas |                                | - Busquets - Olmo - Rodri - Moreno - Oyarzabal |                                                                                |                                                                                |

| 2 de julio de 2021 | Bélgica             | 1:2 (1:2) | Italia                      | Allianz Arena, Múnich                                                          |                                                                                |
| 21:00              | Lukaku 45+2' (pen.) | Reporte   | - Barella 31' - Insigne 44' | Asistencia: 12 984 espectadores Árbitro(s): Slavko Vinčić VAR: Bastian Dankert | Asistencia: 12 984 espectadores Árbitro(s): Slavko Vinčić VAR: Bastian Dankert |

| 3 de julio de 2021 | República Checa | 1:2 (0:2) | Dinamarca                  | Estadio Olímpico, Bakú                                                        |                                                                               |
| 18:00              | Schick 49'      | Reporte   | - Delaney 5' - Dolberg 42' | Asistencia: 16 306 espectadores Árbitro(s): Björn Kuipers VAR: Pol van Boekel | Asistencia: 16 306 espectadores Árbitro(s): Björn Kuipers VAR: Pol van Boekel |

| 3 de julio de 2021 | Ucrania | 0:4 (0:1) | Inglaterra                                   | Estadio Olímpico, Roma                                                   |                                                                          |
| 21:00              |         | Reporte   | - Kane 4', 50' - Maguire 46' - Henderson 63' | Asistencia: 11 880 espectadores Árbitro(s): Felix Brych VAR: Marco Fritz | Asistencia: 11 880 espectadores Árbitro(s): Felix Brych VAR: Marco Fritz |

#### Semifinales
| 6 de julio de 2021 | Italia                                                    | 1:1 (1:1, 0:0) (t. s.)(4:2 p.) | España                               | Estadio de Wembley, Londres                                              |                                                                          |
| 21:00              | Chiesa 60'                                                | Reporte                        | Morata 80'                           | Asistencia: 57 811 espectadores Árbitro(s): Felix Brych VAR: Marco Fritz | Asistencia: 57 811 espectadores Árbitro(s): Felix Brych VAR: Marco Fritz |
|                    |                                                           | Tiros desde el punto penal     |                                      |                                                                          |                                                                          |
|                    | - Locatelli - Belotti - Bonucci - Bernardeschi - Jorginho |                                | - Olmo - Moreno - Alcántara - Morata |                                                                          |                                                                          |

| 7 de julio de 2021                                             | Inglaterra                    | 2:1 (1:1, 1:1) (t. s.) | Dinamarca     | Estadio de Wembley, Londres                                                    |                                                                                |
| 21:00                                                          | - Kjær 39' (a.g.) - Kane 104' | Reporte                | Damsgaard 30' | Asistencia: 64 950 espectadores Árbitro(s): Danny Makkelie VAR: Pol van Boekel | Asistencia: 64 950 espectadores Árbitro(s): Danny Makkelie VAR: Pol van Boekel |
| • Primera clasificación de Inglaterra a una final de Eurocopa. |                               |                        |               |                                                                                |                                                                                |

#### Final
| 11 de julio de 2021 | Italia                                                  | 1:1 (1:1, 0:1) (t. s.)(3:2 p.) | Inglaterra                                  | Estadio de Wembley, Londres                                                   |                                                                               |
| 21:00 | Bonucci 67'                                             | Reporte                        | Shaw 2'                                     | Asistencia: 67 173 espectadores Árbitro(s): Bjorn Kuipers VAR: Pol van Boekel | Asistencia: 67 173 espectadores Árbitro(s): Bjorn Kuipers VAR: Pol van Boekel |
| |                                                         | Tiros desde el punto penal     |                                             |                                                                               |                                                                               |
| | - Berardi - Belotti - Bonucci - Bernardeschi - Jorginho |                                | - Kane - Maguire - Rashford - Sancho - Saka |                                                                               |                                                                               |
| • Se marcó el gol más rápido de la historia en una final de la Eurocopa (1:55 minutos), de parte de Luke Shaw. • Leonardo Bonucci se convirtió en el goleador más longevo en una final de Eurocopa, a la edad de 34 años y 71 días. • Italia rompe la racha más larga sin ganar una Eurocopa (53 años entre 1968-2021). • Inglaterra es la tercera selección anfitriona en perder una final de Eurocopa. Si bien no fue el anfitrión total del torneo, fue el anfitrión de las semifinales y la final respectivamente. |                                                         |                                |                                             |                                                                               |                                                                               |

|                   |
| Bandera de Italia |
| Campeón Italia    |
| 2.° título        |

## Estadísticas
| Pos. | Selección           | Pts | PJ | PG | PE | PP | GF | GC | Dif. | Rend. |
| ---- | ------------------- | --- | -- | -- | -- | -- | -- | -- | ---- | ----- |
| 1    | Italia              | 17  | 7  | 5  | 2  | 0  | 13 | 4  | +9   | 81%   |
| 2    | Inglaterra          | 17  | 7  | 5  | 2  | 0  | 11 | 2  | +9   | 81%   |
| 3    | España              | 10  | 6  | 2  | 4  | 0  | 13 | 6  | +7   | 55.6% |
| 4    | Dinamarca           | 9   | 6  | 3  | 0  | 3  | 12 | 7  | +5   | 50%   |
| 5    | Bélgica             | 12  | 5  | 4  | 0  | 1  | 9  | 3  | +6   | 80%   |
| 6    | República Checa     | 7   | 5  | 2  | 1  | 2  | 6  | 4  | +2   | 46.7% |
| 7    | Suiza               | 6   | 5  | 1  | 3  | 1  | 8  | 9  | −1   | 40%   |
| 8    | Ucrania             | 6   | 5  | 2  | 0  | 3  | 6  | 10 | –4   | 40%   |
| 9    | Países Bajos        | 9   | 4  | 3  | 0  | 1  | 8  | 4  | +4   | 75%   |
| 10   | Suecia              | 7   | 4  | 2  | 1  | 1  | 5  | 4  | +1   | 58.3% |
| 11   | Francia             | 6   | 4  | 1  | 3  | 0  | 7  | 6  | +1   | 50%   |
| 12   | Austria             | 6   | 4  | 2  | 0  | 2  | 5  | 5  | 0    | 50%   |
| 13   | Portugal            | 4   | 4  | 1  | 1  | 2  | 7  | 7  | 0    | 33.3% |
| 14   | Croacia             | 4   | 4  | 1  | 1  | 2  | 7  | 8  | −1   | 33.3% |
| 15   | Alemania            | 4   | 4  | 1  | 1  | 2  | 6  | 7  | −1   | 33.3% |
| 16   | Gales               | 4   | 4  | 1  | 1  | 2  | 3  | 6  | –3   | 33.3% |
| 17   | Finlandia           | 3   | 3  | 1  | 0  | 2  | 1  | 3  | −2   | 33.3% |
| 18   | Rusia               | 3   | 3  | 1  | 0  | 2  | 2  | 7  | −5   | 33.3% |
| 19   | Eslovaquia          | 3   | 3  | 1  | 0  | 2  | 2  | 7  | −5   | 33.3% |
| 20   | Hungría             | 2   | 3  | 0  | 2  | 1  | 3  | 6  | −3   | 22.2% |
| 21   | Polonia             | 1   | 3  | 0  | 1  | 2  | 4  | 6  | −2   | 11.1% |
| 22   | Escocia             | 1   | 3  | 0  | 1  | 2  | 1  | 5  | −4   | 11.1% |
| 23   | Macedonia del Norte | 0   | 3  | 0  | 0  | 3  | 2  | 8  | −6   | 0%    |
| 24   | Turquía             | 0   | 3  | 0  | 0  | 3  | 1  | 8  | −7   | 0%    |

| Jugador             | Selección       | Goles | PJ |
| ------------------- | --------------- | ----- | -- |
| Cristiano Ronaldo   | Portugal        | 5     | 4  |
| Patrik Schick       | República Checa | 5     | 5  |
| Karim Benzema       | Francia         | 4     | 4  |
| Emil Forsberg       | Suecia          | 4     | 4  |
| Romelu Lukaku       | Bélgica         | 4     | 5  |
| Harry Kane          | Inglaterra      | 4     | 6  |
| Robert Lewandowski  | Polonia         | 3     | 3  |
| Kasper Dolberg      | Dinamarca       | 3     | 4  |
| Georginio Wijnaldum | Países Bajos    | 3     | 4  |
| Álvaro Morata       | España          | 3     | 5  |
| Haris Seferović     | Suiza           | 3     | 5  |
| Xherdan Shaqiri     | Suiza           | 3     | 5  |
| Raheem Sterling     | Inglaterra      | 3     | 6  |

| Lista completa | Lista completa      | Lista completa | Lista completa | Lista completa |
| --- | ------------------- | -------------- | -------------- | -------------- |
| \| Jugador \| Selección \| \| PJ \| \| --------------------- \| ------------------- \| - \| -- \| \| Ivan Perišić \| Croacia \| 2 \| 3 \| \| Kai Havertz \| Alemania \| 2 \| 4 \| \| Thorgan Hazard \| Bélgica \| 2 \| 4 \| \| Manuel Locatelli \| Italia \| 2 \| 4 \| \| Matteo Pessina \| Italia \| 2 \| 4 \| \| Memphis Depay \| Países Bajos \| 2 \| 4 \| \| Denzel Dumfries \| Países Bajos \| 2 \| 4 \| \| Mikkel Damsgaard \| Dinamarca \| 2 \| 5 \| \| Yussuf Poulsen \| Dinamarca \| 2 \| 5 \| \| Pablo Sarabia \| España \| 2 \| 5 \| \| Ciro Immobile \| Italia \| 2 \| 5 \| \| Roman Yaremchuk \| Ucrania \| 2 \| 5 \| \| Andriy Yarmolenko \| Ucrania \| 2 \| 5 \| \| Joakim Mæhle \| Dinamarca \| 2 \| 6 \| \| Ferran Torres \| España \| 2 \| 6 \| \| Federico Chiesa \| Italia \| 2 \| 6 \| \| Lorenzo Insigne \| Italia \| 2 \| 6 \| \| Mislav Oršić \| Croacia \| 1 \| 1 \| \| Artem Dovbyk \| Ucrania \| 1 \| 1 \| \| Leon Goretzka \| Alemania \| 1 \| 2 \| \| Mario Pašalić \| Croacia \| 1 \| 2 \| \| César Azpilicueta \| España \| 1 \| 2 \| \| Karol Linetty \| Polonia \| 1 \| 2 \| \| Robin Gosens \| Alemania \| 1 \| 3 \| \| Marko Arnautović \| Austria \| 1 \| 3 \| \| Michael Gregoritsch \| Austria \| 1 \| 3 \| \| Kevin De Bruyne \| Bélgica \| 1 \| 3 \| \| Callum McGregor \| Escocia \| 1 \| 3 \| \| Milan Škriniar \| Eslovaquia \| 1 \| 3 \| \| Aymeric Laporte \| España \| 1 \| 3 \| \| Joel Pohjanpalo \| Finlandia \| 1 \| 3 \| \| Attila Fiola \| Hungría \| 1 \| 3 \| \| András Schäfer \| Hungría \| 1 \| 3 \| \| Ádám Szalai \| Hungría \| 1 \| 3 \| \| Ezgjan Alioski \| Macedonia del Norte \| 1 \| 3 \| \| Goran Pandev \| Macedonia del Norte \| 1 \| 3 \| \| Artem Dzyuba \| Rusia \| 1 \| 3 \| \| Alekséi Miranchuk \| Rusia \| 1 \| 3 \| \| Viktor Claesson \| Suecia \| 1 \| 3 \| \| Breel Embolo \| Suiza \| 1 \| 3 \| \| İrfan Kahveci \| Turquía \| 1 \| 3 \| \| Christoph Baumgartner \| Austria \| 1 \| 4 \| \| Saša Kalajdžić \| Austria \| 1 \| 4 \| \| Stefan Lainer \| Austria \| 1 \| 4 \| \| Luka Modrić \| Croacia \| 1 \| 4 \| \| Nikola Vlašić \| Croacia \| 1 \| 4 \| \| Antoine Griezmann \| Francia \| 1 \| 4 \| \| Paul Pogba \| Francia \| 1 \| 4 \| \| Kieffer Moore \| Gales \| 1 \| 4 \| \| Aaron Ramsey \| Gales \| 1 \| 4 \| \| Connor Roberts \| Gales \| 1 \| 4 \| \| Wout Weghorst \| Países Bajos \| 1 \| 4 \| \| Raphaël Guerreiro \| Portugal \| 1 \| 4 \| \| Diogo Jota \| Portugal \| 1 \| 4 \| \| Thomas Meunier \| Bélgica \| 1 \| 5 \| \| Jordan Henderson \| Inglaterra \| 1 \| 5 \| \| Harry Maguire \| Inglaterra \| 1 \| 5 \| \| Tomáš Holeš \| República Checa \| 1 \| 5 \| \| Mario Gavranović \| Suiza \| 1 \| 5 \| \| Oleksandr Zinchenko \| Ucrania \| 1 \| 5 \| \| Martin Braithwaite \| Dinamarca \| 1 \| 6 \| \| Andreas Christensen \| Dinamarca \| 1 \| 6 \| \| Thomas Delaney \| Dinamarca \| 1 \| 6 \| \| Mikel Oyarzabal \| España \| 1 \| 6 \| \| Luke Shaw \| Inglaterra \| 1 \| 6 \| \| Nicolò Barella \| Italia \| 1 \| 6 \| \| Leonardo Bonucci \| Italia \| 1 \| 7 \| |                     |                |                |                |
| Jugador | Selección           | Goles          | PJ             |                |
| Ivan Perišić | Croacia             | 2              | 3              |                |
| Kai Havertz | Alemania            | 2              | 4              |                |
| Thorgan Hazard | Bélgica             | 2              | 4              |                |
| Manuel Locatelli | Italia              | 2              | 4              |                |
| Matteo Pessina | Italia              | 2              | 4              |                |
| Memphis Depay | Países Bajos        | 2              | 4              |                |
| Denzel Dumfries | Países Bajos        | 2              | 4              |                |
| Mikkel Damsgaard | Dinamarca           | 2              | 5              |                |
| Yussuf Poulsen | Dinamarca           | 2              | 5              |                |
| Pablo Sarabia | España              | 2              | 5              |                |
| Ciro Immobile | Italia              | 2              | 5              |                |
| Roman Yaremchuk | Ucrania             | 2              | 5              |                |
| Andriy Yarmolenko | Ucrania             | 2              | 5              |                |
| Joakim Mæhle | Dinamarca           | 2              | 6              |                |
| Ferran Torres | España              | 2              | 6              |                |
| Federico Chiesa | Italia              | 2              | 6              |                |
| Lorenzo Insigne | Italia              | 2              | 6              |                |
| Mislav Oršić | Croacia             | 1              | 1              |                |
| Artem Dovbyk | Ucrania             | 1              | 1              |                |
| Leon Goretzka | Alemania            | 1              | 2              |                |
| Mario Pašalić | Croacia             | 1              | 2              |                |
| César Azpilicueta | España              | 1              | 2              |                |
| Karol Linetty | Polonia             | 1              | 2              |                |
| Robin Gosens | Alemania            | 1              | 3              |                |
| Marko Arnautović | Austria             | 1              | 3              |                |
| Michael Gregoritsch | Austria             | 1              | 3              |                |
| Kevin De Bruyne | Bélgica             | 1              | 3              |                |
| Callum McGregor | Escocia             | 1              | 3              |                |
| Milan Škriniar | Eslovaquia          | 1              | 3              |                |
| Aymeric Laporte | España              | 1              | 3              |                |
| Joel Pohjanpalo | Finlandia           | 1              | 3              |                |
| Attila Fiola | Hungría             | 1              | 3              |                |
| András Schäfer | Hungría             | 1              | 3              |                |
| Ádám Szalai | Hungría             | 1              | 3              |                |
| Ezgjan Alioski | Macedonia del Norte | 1              | 3              |                |
| Goran Pandev | Macedonia del Norte | 1              | 3              |                |
| Artem Dzyuba | Rusia               | 1              | 3              |                |
| Alekséi Miranchuk | Rusia               | 1              | 3              |                |
| Viktor Claesson | Suecia              | 1              | 3              |                |
| Breel Embolo | Suiza               | 1              | 3              |                |
| İrfan Kahveci | Turquía             | 1              | 3              |                |
| Christoph Baumgartner | Austria             | 1              | 4              |                |
| Saša Kalajdžić | Austria             | 1              | 4              |                |
| Stefan Lainer | Austria             | 1              | 4              |                |
| Luka Modrić | Croacia             | 1              | 4              |                |
| Nikola Vlašić | Croacia             | 1              | 4              |                |
| Antoine Griezmann | Francia             | 1              | 4              |                |
| Paul Pogba | Francia             | 1              | 4              |                |
| Kieffer Moore | Gales               | 1              | 4              |                |
| Aaron Ramsey | Gales               | 1              | 4              |                |
| Connor Roberts | Gales               | 1              | 4              |                |
| Wout Weghorst | Países Bajos        | 1              | 4              |                |
| Raphaël Guerreiro | Portugal            | 1              | 4              |                |
| Diogo Jota | Portugal            | 1              | 4              |                |
| Thomas Meunier | Bélgica             | 1              | 5              |                |
| Jordan Henderson | Inglaterra          | 1              | 5              |                |
| Harry Maguire | Inglaterra          | 1              | 5              |                |
| Tomáš Holeš | República Checa     | 1              | 5              |                |
| Mario Gavranović | Suiza               | 1              | 5              |                |
| Oleksandr Zinchenko | Ucrania             | 1              | 5              |                |
| Martin Braithwaite | Dinamarca           | 1              | 6              |                |
| Andreas Christensen | Dinamarca           | 1              | 6              |                |
| Thomas Delaney | Dinamarca           | 1              | 6              |                |
| Mikel Oyarzabal | España              | 1              | 6              |                |
| Luke Shaw | Inglaterra          | 1              | 6              |                |
| Nicolò Barella | Italia              | 1              | 6              |                |
| Leonardo Bonucci | Italia              | 1              | 7              |                |

| Jugador               | Selección           | Goles | PJ |
| --------------------- | ------------------- | ----- | -- |
| Ivan Perišić          | Croacia             | 2     | 3  |
| Kai Havertz           | Alemania            | 2     | 4  |
| Thorgan Hazard        | Bélgica             | 2     | 4  |
| Manuel Locatelli      | Italia              | 2     | 4  |
| Matteo Pessina        | Italia              | 2     | 4  |
| Memphis Depay         | Países Bajos        | 2     | 4  |
| Denzel Dumfries       | Países Bajos        | 2     | 4  |
| Mikkel Damsgaard      | Dinamarca           | 2     | 5  |
| Yussuf Poulsen        | Dinamarca           | 2     | 5  |
| Pablo Sarabia         | España              | 2     | 5  |
| Ciro Immobile         | Italia              | 2     | 5  |
| Roman Yaremchuk       | Ucrania             | 2     | 5  |
| Andriy Yarmolenko     | Ucrania             | 2     | 5  |
| Joakim Mæhle          | Dinamarca           | 2     | 6  |
| Ferran Torres         | España              | 2     | 6  |
| Federico Chiesa       | Italia              | 2     | 6  |
| Lorenzo Insigne       | Italia              | 2     | 6  |
| Mislav Oršić          | Croacia             | 1     | 1  |
| Artem Dovbyk          | Ucrania             | 1     | 1  |
| Leon Goretzka         | Alemania            | 1     | 2  |
| Mario Pašalić         | Croacia             | 1     | 2  |
| César Azpilicueta     | España              | 1     | 2  |
| Karol Linetty         | Polonia             | 1     | 2  |
| Robin Gosens          | Alemania            | 1     | 3  |
| Marko Arnautović      | Austria             | 1     | 3  |
| Michael Gregoritsch   | Austria             | 1     | 3  |
| Kevin De Bruyne       | Bélgica             | 1     | 3  |
| Callum McGregor       | Escocia             | 1     | 3  |
| Milan Škriniar        | Eslovaquia          | 1     | 3  |
| Aymeric Laporte       | España              | 1     | 3  |
| Joel Pohjanpalo       | Finlandia           | 1     | 3  |
| Attila Fiola          | Hungría             | 1     | 3  |
| András Schäfer        | Hungría             | 1     | 3  |
| Ádám Szalai           | Hungría             | 1     | 3  |
| Ezgjan Alioski        | Macedonia del Norte | 1     | 3  |
| Goran Pandev          | Macedonia del Norte | 1     | 3  |
| Artem Dzyuba          | Rusia               | 1     | 3  |
| Alekséi Miranchuk     | Rusia               | 1     | 3  |
| Viktor Claesson       | Suecia              | 1     | 3  |
| Breel Embolo          | Suiza               | 1     | 3  |
| İrfan Kahveci         | Turquía             | 1     | 3  |
| Christoph Baumgartner | Austria             | 1     | 4  |
| Saša Kalajdžić        | Austria             | 1     | 4  |
| Stefan Lainer         | Austria             | 1     | 4  |
| Luka Modrić           | Croacia             | 1     | 4  |
| Nikola Vlašić         | Croacia             | 1     | 4  |
| Antoine Griezmann     | Francia             | 1     | 4  |
| Paul Pogba            | Francia             | 1     | 4  |
| Kieffer Moore         | Gales               | 1     | 4  |
| Aaron Ramsey          | Gales               | 1     | 4  |
| Connor Roberts        | Gales               | 1     | 4  |
| Wout Weghorst         | Países Bajos        | 1     | 4  |
| Raphaël Guerreiro     | Portugal            | 1     | 4  |
| Diogo Jota            | Portugal            | 1     | 4  |
| Thomas Meunier        | Bélgica             | 1     | 5  |
| Jordan Henderson      | Inglaterra          | 1     | 5  |
| Harry Maguire         | Inglaterra          | 1     | 5  |
| Tomáš Holeš           | República Checa     | 1     | 5  |
| Mario Gavranović      | Suiza               | 1     | 5  |
| Oleksandr Zinchenko   | Ucrania             | 1     | 5  |
| Martin Braithwaite    | Dinamarca           | 1     | 6  |
| Andreas Christensen   | Dinamarca           | 1     | 6  |
| Thomas Delaney        | Dinamarca           | 1     | 6  |
| Mikel Oyarzabal       | España              | 1     | 6  |
| Luke Shaw             | Inglaterra          | 1     | 6  |
| Nicolò Barella        | Italia              | 1     | 6  |
| Leonardo Bonucci      | Italia              | 1     | 7  |

| Jugador           | Selección  | Rival            | Anotado · Autogol | PJ |
| ----------------- | ---------- | ---------------- | ----------------- | -- |
| Merih Demiral     | Turquía    | (vs. Italia)     | 1                 | 3  |
| Wojciech Szczęsny | Polonia    | (vs. Eslovaquia) | 1                 | 3  |
| Mats Hummels      | Alemania   | (vs. Francia)    | 1                 | 3  |
| Lukáš Hrádecký    | Finlandia  | (vs. Bélgica)    | 1                 | 3  |
| Martin Dúbravka   | Eslovaquia | (vs. España)     | 1                 | 3  |
| Juraj Kucka       | Eslovaquia | (vs. España)     | 1                 | 3  |
| Rúben Dias        | Portugal   | (vs. Alemania)   | 1                 | 4  |
| Raphaël Guerreiro | Portugal   | (vs. Alemania)   | 1                 | 4  |
| Pedri             | España     | (vs. Croacia)    | 1                 | 4  |
| Denis Zakaria     | Suiza      | (vs. España)     | 1                 | 2  |
| Simon Kjær        | Dinamarca  | (vs. Inglaterra) | 1                 | 6  |

| Jugador               | Selección  | Asistencias | PJ |
| --------------------- | ---------- | ----------- | -- |
| Steven Zuber          | Suiza      | 4           | 4  |
| Luke Shaw             | Inglaterra | 3           | 4  |
| Pierre-Emile Højbjerg | Dinamarca  | 3           | 5  |
| Dani Olmo             | España     | 3           | 5  |
| Alexander Isak        | Suecia     | 2           | 2  |
| Dejan Kulusevski      | Suecia     | 2           | 2  |
| Rafa Silva            | Portugal   | 2           | 2  |
| Roland Sallai         | Hungría    | 2           | 3  |
| Jack Grealish         | Inglaterra | 2           | 3  |
| Nicolò Barella        | Italia     | 2           | 4  |
| Leonardo Spinazzola   | Italia     | 2           | 4  |
| Joshua Kimmich        | Alemania   | 2           | 4  |
| Robin Gosens          | Alemania   | 2           | 4  |
| Domenico Berardi      | Italia     | 2           | 4  |

| Lista completa | Lista completa  | Lista completa | Lista completa | Lista completa |
| --- | --------------- | -------------- | -------------- | -------------- |
| \| Jugador \| Selección \| \| PJ \| \| --------------------- \| --------------- \| - \| -- \| \| Kevin De Bruyne \| Bélgica \| 2 \| 4 \| \| Gareth Bale \| Gales \| 2 \| 4 \| \| David Alaba \| Austria \| 2 \| 4 \| \| Memphis Depay \| Países Bajos \| 2 \| 4 \| \| Donyell Malen \| Países Bajos \| 2 \| 4 \| \| Gerard Moreno \| España \| 2 \| 4 \| \| Thomas Meunier \| Bélgica \| 2 \| 5 \| \| Vladimír Coufal \| República Checa \| 2 \| 5 \| \| Pablo Sarabia \| España \| 2 \| 5 \| \| Pau Torres \| España \| 2 \| 5 \| \| Ciro Immobile \| Italia \| 2 \| 5 \| \| Andriy Yarmolenko \| Ucrania \| 2 \| 5 \| \| José Luis Gayà \| España \| 1 \| 1 \| \| Mislav Oršić \| Croacia \| 1 \| 1 \| \| Maciej Rybus \| Polonia \| 1 \| 1 \| \| Louis Schaub \| Austria \| 1 \| 1 \| \| Lucas Hernández \| Francia \| 1 \| 2 \| \| Nathan Aké \| Países Bajos \| 1 \| 2 \| \| Marco Verratti \| Italia \| 1 \| 3 \| \| Rafael Tolói \| Italia \| 1 \| 3 \| \| Hakan Çalhanoğlu \| Turquía \| 1 \| 3 \| \| Francesco Acerbi \| Italia \| 1 \| 3 \| \| Ivan Perišić \| Croacia \| 1 \| 3 \| \| Marek Hamšik \| Eslovaquia \| 1 \| 3 \| \| Mats Hummels \| Alemania \| 1 \| 4 \| \| Dries Mertens \| Bélgica \| 1 \| 4 \| \| Ruslan Malinovskyi \| Ucrania \| 1 \| 4 \| \| Kalvin Phillips \| Inglaterra \| 1 \| 5 \| \| Piotr Zieliński \| Polonia \| 1 \| 3 \| \| Artem Dzyuba \| Rusia \| 1 \| 3 \| \| Mikkel Damsgaard \| Dinamarca \| 1 \| 3 \| \| Przemysław Frankowski \| Polonia \| 1 \| 3 \| \| Kamil Jóźwiak \| Polonia \| 1 \| 3 \| \| Róbert Mak \| Eslovaquia \| 1 \| 3 \| \| Roman Yaremchuk \| Ucrania \| 1 \| 3 \| \| Ádám Szalai \| Hungría \| 1 \| 3 \| \| Oleksandr Karavayev \| Ucrania \| 1 \| 3 \| \| Jere Uronen \| Finlandia \| 1 \| 3 \| \| Cristiano Ronaldo \| Portugal \| 1 \| 4 \| \| Eden Hazard \| Bélgica \| 1 \| 4 \| \| Luka Modrić \| Croacia \| 1 \| 4 \| \| Diogo Jota \| Portugal \| 1 \| 4 \| \| Jordi Alba \| España \| 1 \| 4 \| \| Xherdan Shaqiri \| Suiza \| 1 \| 4 \| \| Granit Xhaka \| Suiza \| 1 \| 4 \| \| Ferran Torres \| España \| 1 \| 4 \| \| Marcel Sabitzer \| Austria \| 1 \| 4 \| \| Andrej Kramarić \| Croacia \| 1 \| 4 \| \| Thomas Vermaelen \| Bélgica \| 1 \| 4 \| \| Andreas Cornelius \| Dinamarca \| 1 \| 4 \| \| Mateo Kovačić \| Croacia \| 1 \| 4 \| \| Kylian Mbappé \| Francia \| 1 \| 4 \| \| Paul Pogba \| Francia \| 1 \| 4 \| \| Vladimír Coufal \| República Checa \| 1 \| 4 \| \| Mathias Jensen \| Dinamarca \| 1 \| 4 \| \| Tomáš Kalas \| República Checa \| 1 \| 4 \| \| Tomáš Holeš \| República Checa \| 1 \| 4 \| \| Konrad Laimer \| Austria \| 1 \| 4 \| \| Joe Morrell \| Gales \| 1 \| 4 \| |                 |                |                |                |
| Jugador | Selección       | Asistencias    | PJ             |                |
| Kevin De Bruyne | Bélgica         | 2              | 4              |                |
| Gareth Bale | Gales           | 2              | 4              |                |
| David Alaba | Austria         | 2              | 4              |                |
| Memphis Depay | Países Bajos    | 2              | 4              |                |
| Donyell Malen | Países Bajos    | 2              | 4              |                |
| Gerard Moreno | España          | 2              | 4              |                |
| Thomas Meunier | Bélgica         | 2              | 5              |                |
| Vladimír Coufal | República Checa | 2              | 5              |                |
| Pablo Sarabia | España          | 2              | 5              |                |
| Pau Torres | España          | 2              | 5              |                |
| Ciro Immobile | Italia          | 2              | 5              |                |
| Andriy Yarmolenko | Ucrania         | 2              | 5              |                |
| José Luis Gayà | España          | 1              | 1              |                |
| Mislav Oršić | Croacia         | 1              | 1              |                |
| Maciej Rybus | Polonia         | 1              | 1              |                |
| Louis Schaub | Austria         | 1              | 1              |                |
| Lucas Hernández | Francia         | 1              | 2              |                |
| Nathan Aké | Países Bajos    | 1              | 2              |                |
| Marco Verratti | Italia          | 1              | 3              |                |
| Rafael Tolói | Italia          | 1              | 3              |                |
| Hakan Çalhanoğlu | Turquía         | 1              | 3              |                |
| Francesco Acerbi | Italia          | 1              | 3              |                |
| Ivan Perišić | Croacia         | 1              | 3              |                |
| Marek Hamšik | Eslovaquia      | 1              | 3              |                |
| Mats Hummels | Alemania        | 1              | 4              |                |
| Dries Mertens | Bélgica         | 1              | 4              |                |
| Ruslan Malinovskyi | Ucrania         | 1              | 4              |                |
| Kalvin Phillips | Inglaterra      | 1              | 5              |                |
| Piotr Zieliński | Polonia         | 1              | 3              |                |
| Artem Dzyuba | Rusia           | 1              | 3              |                |
| Mikkel Damsgaard | Dinamarca       | 1              | 3              |                |
| Przemysław Frankowski | Polonia         | 1              | 3              |                |
| Kamil Jóźwiak | Polonia         | 1              | 3              |                |
| Róbert Mak | Eslovaquia      | 1              | 3              |                |
| Roman Yaremchuk | Ucrania         | 1              | 3              |                |
| Ádám Szalai | Hungría         | 1              | 3              |                |
| Oleksandr Karavayev | Ucrania         | 1              | 3              |                |
| Jere Uronen | Finlandia       | 1              | 3              |                |
| Cristiano Ronaldo | Portugal        | 1              | 4              |                |
| Eden Hazard | Bélgica         | 1              | 4              |                |
| Luka Modrić | Croacia         | 1              | 4              |                |
| Diogo Jota | Portugal        | 1              | 4              |                |
| Jordi Alba | España          | 1              | 4              |                |
| Xherdan Shaqiri | Suiza           | 1              | 4              |                |
| Granit Xhaka | Suiza           | 1              | 4              |                |
| Ferran Torres | España          | 1              | 4              |                |
| Marcel Sabitzer | Austria         | 1              | 4              |                |
| Andrej Kramarić | Croacia         | 1              | 4              |                |
| Thomas Vermaelen | Bélgica         | 1              | 4              |                |
| Andreas Cornelius | Dinamarca       | 1              | 4              |                |
| Mateo Kovačić | Croacia         | 1              | 4              |                |
| Kylian Mbappé | Francia         | 1              | 4              |                |
| Paul Pogba | Francia         | 1              | 4              |                |
| Vladimír Coufal | República Checa | 1              | 4              |                |
| Mathias Jensen | Dinamarca       | 1              | 4              |                |
| Tomáš Kalas | República Checa | 1              | 4              |                |
| Tomáš Holeš | República Checa | 1              | 4              |                |
| Konrad Laimer | Austria         | 1              | 4              |                |
| Joe Morrell | Gales           | 1              | 4              |                |

| Jugador               | Selección       | Asistencias | PJ |
| --------------------- | --------------- | ----------- | -- |
| Kevin De Bruyne       | Bélgica         | 2           | 4  |
| Gareth Bale           | Gales           | 2           | 4  |
| David Alaba           | Austria         | 2           | 4  |
| Memphis Depay         | Países Bajos    | 2           | 4  |
| Donyell Malen         | Países Bajos    | 2           | 4  |
| Gerard Moreno         | España          | 2           | 4  |
| Thomas Meunier        | Bélgica         | 2           | 5  |
| Vladimír Coufal       | República Checa | 2           | 5  |
| Pablo Sarabia         | España          | 2           | 5  |
| Pau Torres            | España          | 2           | 5  |
| Ciro Immobile         | Italia          | 2           | 5  |
| Andriy Yarmolenko     | Ucrania         | 2           | 5  |
| José Luis Gayà        | España          | 1           | 1  |
| Mislav Oršić          | Croacia         | 1           | 1  |
| Maciej Rybus          | Polonia         | 1           | 1  |
| Louis Schaub          | Austria         | 1           | 1  |
| Lucas Hernández       | Francia         | 1           | 2  |
| Nathan Aké            | Países Bajos    | 1           | 2  |
| Marco Verratti        | Italia          | 1           | 3  |
| Rafael Tolói          | Italia          | 1           | 3  |
| Hakan Çalhanoğlu      | Turquía         | 1           | 3  |
| Francesco Acerbi      | Italia          | 1           | 3  |
| Ivan Perišić          | Croacia         | 1           | 3  |
| Marek Hamšik          | Eslovaquia      | 1           | 3  |
| Mats Hummels          | Alemania        | 1           | 4  |
| Dries Mertens         | Bélgica         | 1           | 4  |
| Ruslan Malinovskyi    | Ucrania         | 1           | 4  |
| Kalvin Phillips       | Inglaterra      | 1           | 5  |
| Piotr Zieliński       | Polonia         | 1           | 3  |
| Artem Dzyuba          | Rusia           | 1           | 3  |
| Mikkel Damsgaard      | Dinamarca       | 1           | 3  |
| Przemysław Frankowski | Polonia         | 1           | 3  |
| Kamil Jóźwiak         | Polonia         | 1           | 3  |
| Róbert Mak            | Eslovaquia      | 1           | 3  |
| Roman Yaremchuk       | Ucrania         | 1           | 3  |
| Ádám Szalai           | Hungría         | 1           | 3  |
| Oleksandr Karavayev   | Ucrania         | 1           | 3  |
| Jere Uronen           | Finlandia       | 1           | 3  |
| Cristiano Ronaldo     | Portugal        | 1           | 4  |
| Eden Hazard           | Bélgica         | 1           | 4  |
| Luka Modrić           | Croacia         | 1           | 4  |
| Diogo Jota            | Portugal        | 1           | 4  |
| Jordi Alba            | España          | 1           | 4  |
| Xherdan Shaqiri       | Suiza           | 1           | 4  |
| Granit Xhaka          | Suiza           | 1           | 4  |
| Ferran Torres         | España          | 1           | 4  |
| Marcel Sabitzer       | Austria         | 1           | 4  |
| Andrej Kramarić       | Croacia         | 1           | 4  |
| Thomas Vermaelen      | Bélgica         | 1           | 4  |
| Andreas Cornelius     | Dinamarca       | 1           | 4  |
| Mateo Kovačić         | Croacia         | 1           | 4  |
| Kylian Mbappé         | Francia         | 1           | 4  |
| Paul Pogba            | Francia         | 1           | 4  |
| Vladimír Coufal       | República Checa | 1           | 4  |
| Mathias Jensen        | Dinamarca       | 1           | 4  |
| Tomáš Kalas           | República Checa | 1           | 4  |
| Tomáš Holeš           | República Checa | 1           | 4  |
| Konrad Laimer         | Austria         | 1           | 4  |
| Joe Morrell           | Gales           | 1           | 4  |

## Premios y reconocimientos

### Jugador del partido
Al finalizar cada encuentro se elige a un jugador como el mejor del partido. El premio se otorga al jugador con mayor incidencia en el juego y se denominó oficialmente Heineken Star of the Match.
| Fase de grupos - 1.ª jornada | Fase de grupos - 1.ª jornada | Fase de grupos - 2.ª jornada | Fase de grupos - 2.ª jornada | Fase de grupos - 3.ª jornada | Fase de grupos - 3.ª jornada | Fase de eliminación | Fase de eliminación |
| Jugador                      | Partido                      | Jugador                      | Partido                      | Jugador                      | Partido                      | Jugador             | Partido             |
| ---------------------------- | ---------------------------- | ---------------------------- | ---------------------------- | ---------------------------- | ---------------------------- | ------------------- | ------------------- |
| Leonardo Spinazzola          | 0:3                          | Gareth Bale                  | 0:2                          | Xherdan Shaqiri              | 3:1                          | Kasper Dolberg      | 0:4                 |
| Breel Embolo                 | 1:1                          | Manuel Locatelli             | 3:0                          | Federico Chiesa              | 1:0                          | Leonardo Spinazzola | 2:1                 |
| Christian Eriksen            | 0:1                          | Alekséi Miranchuk            | 0:1                          | Andreas Christensen          | 1:4                          | Tomáš Holeš         | 0:2                 |
| Romelu Lukaku                | 3:0                          | Romelu Lukaku                | 1:2                          | Kevin De Bruyne              | 0:2                          | Thorgan Hazard      | 1:0                 |
| David Alaba                  | 3:1                          | Andriy Yarmolenko            | 2:1                          | Georginio Wijnaldum          | 0:3                          | Sergio Busquets     | 3:5                 |
| Denzel Dumfries              | 3:2                          | Denzel Dumfries              | 2:0                          | Florian Grillitsch           | 0:1                          | Granit Xhaka        | 3:3 (4:5)           |
| Raheem Sterling              | 1:0                          | Luka Modrić                  | 1:1                          | Nikola Vlašić                | 3:1                          | Harry Maguire       | 2:0                 |
| Patrik Schick                | 0:2                          | Billy Gilmour                | 0:0                          | Bukayo Saka                  | 0:1                          | Oleksandr Zinchenko | 1:2                 |
| Milan Škriniar               | 1:2                          | Alexander Isak               | 1:0                          | Sergio Busquets              | 0:5                          | Unai Simón          | 1:1 (1:3)           |
| Victor Lindelöf              | 0:0                          | Jordi Alba                   | 1:1                          | Emil Forsberg                | 3:2                          | Lorenzo Insigne     | 1:2                 |
| Cristiano Ronaldo            | 0:3                          | László Kleinheisler          | 1:1                          | Karim Benzema                | 2:2                          | Thomas Delaney      | 1:2                 |
| Paul Pogba                   | 1:0                          | Robin Gosens                 | 2:4                          | Joshua Kimmich               | 2:2                          | Harry Kane          | 0:4                 |
|                              |                              |                              |                              |                              |                              | Federico Chiesa     | 1:1 (4:2)           |
|                              |                              |                              |                              |                              |                              | Harry Kane          | 2:1                 |
|                              |                              |                              |                              |                              |                              | Leonardo Bonucci    | 1:1 (3:2)           |

### Mejor jugador
El Premio al Jugador del Torneo fue otorgado a Gianluigi Donnarumma, el primer portero en ganar el premio, quien fue elegido por los observadores técnicos de la UEFA.
- Gianluigi Donnarumma[38]

### Mejor jugador joven
El Premio al Jugador Joven del Torneo, abierto a los jugadores nacidos a partir del 1 de enero de 1998, fue entregado a Pedri , elegido por los observadores técnicos de la UEFA.
- Pedri[39]

### Máximo goleador
Trofeo Alipay
El Trofeo Alipay al Máximo Goleador, otorgado al máximo goleador del torneo, fue entregado a Cristiano Ronaldo, quien marcó cinco goles y registró una asistencia. La clasificación se determinó utilizando los siguientes criterios: goles, asistencias, menor número de minutos jugados y goles en la clasificación.
Bota de Oro
La Bota de Oro del torneo fue para Cristiano Ronaldo, quien empató con Patrik Schick en goles; sin embargo, realizó una asistencia y jugó 44 minutos más que Schick, ganando así el título.
| Pos.              | Jugador           | Goles | Asistencias | Minutos |
| ----------------- | ----------------- | ----- | ----------- | ------- |
| Medalla de oro    | Cristiano Ronaldo | 5     | 1           | 360'    |
| Medalla de plata  | Patrik Schick     | 5     | 0           | 404'    |
| Medalla de bronce | Karim Benzema     | 4     | 0           | 349'    |

### Equipo del torneo
El Equipo de la Eurocopa 2020 fue presentado por los observadores técnicos de la UEFA.
| Pos. | Jugador               | PJ (T/S) | Minutos Jugados | Goles | Asistencias | Tarjetas Amarillas | Doble Tarjeta Amarilla y Roja | Tarjetas Rojas |
| ---- | --------------------- | -------- | --------------- | ----- | ----------- | ------------------ | ----------------------------- | -------------- |
| POR  | Gianluigi Donnarumma  | 7 (7/0)  | 719'            | 0     | 0           | 0                  | 0                             | 0              |
| DEF  | Leonardo Spinazzola   | 4 (4/0)  | 379'            | 0     | 1           | 0                  | 0                             | 0              |
| DEF  | Harry Maguire         | 5 (5/0)  | 510'            | 1     | 0           | 3                  | 0                             | 0              |
| DEF  | Leonardo Bonucci      | 7 (7/0)  | 676'            | 1     | 0           | 2                  | 0                             | 0              |
| DEF  | Kyle Walker           | 6 (6/0)  | 600'            | 0     | 0           | 0                  | 0                             | 0              |
| MED  | Pedri González        | 6 (6/0)  | 629'            | 0     | 0           | 0                  | 0                             | 0              |
| MED  | Jorginho              | 7 (7/0)  | 705'            | 0     | 0           | 1                  | 0                             | 0              |
| MED  | Pierre-Emile Højbjerg | 6 (6/0)  | 570'            | 0     | 3           | 0                  | 0                             | 0              |
| DEL  | Raheem Sterling       | 7 (7/0)  | 642'            | 3     | 1           | 0                  | 0                             | 0              |
| DEL  | Romelu Lukaku         | 5 (5/0)  | 444'            | 4     | 0           | 0                  | 0                             | 0              |
| DEL  | Federico Chiesa       | 7 (4/3)  | 422'            | 2     | 0           | 0                  | 0                             | 0              |

## Símbolos

### Balón

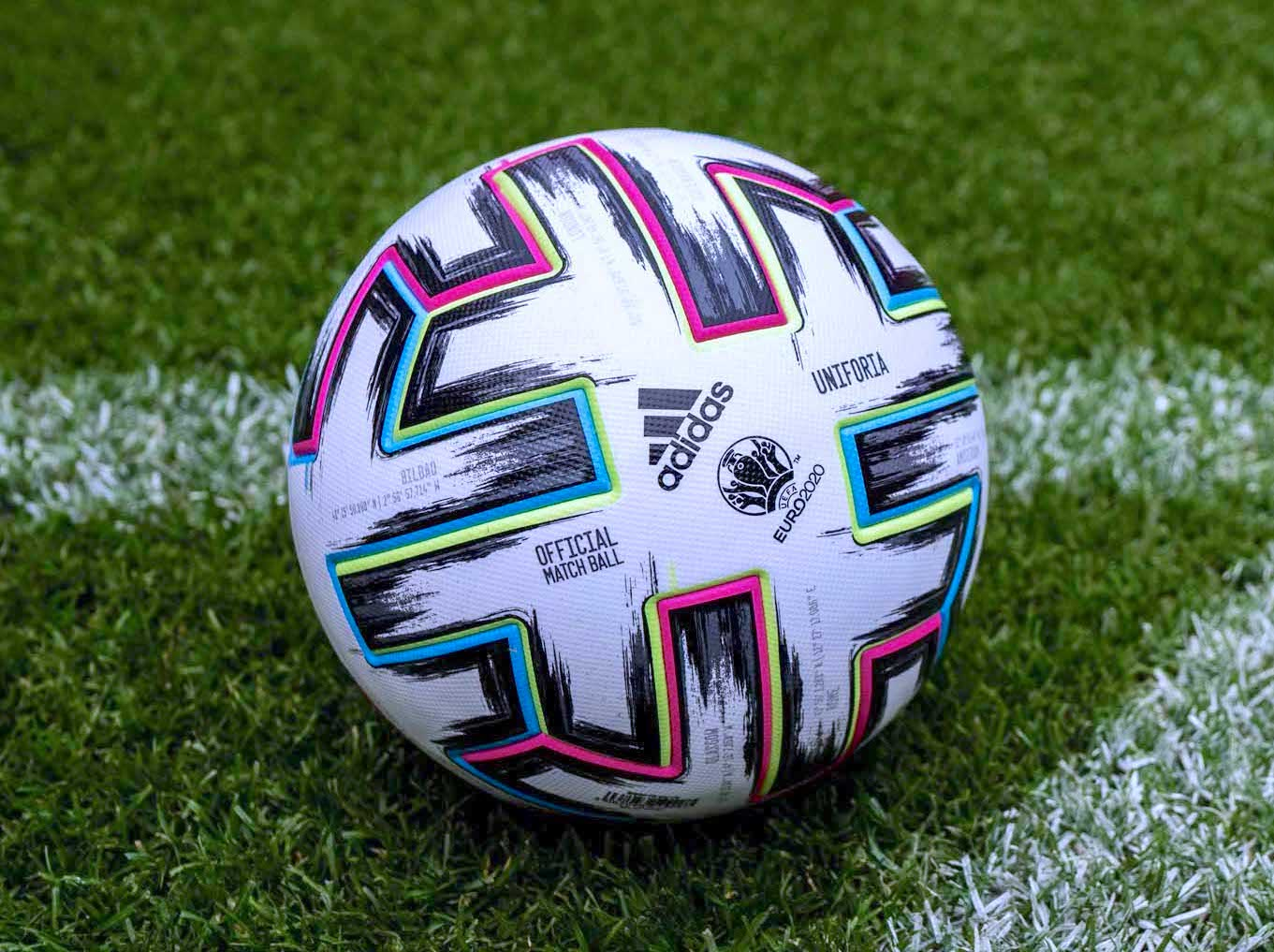
Adidas Uniforia

Para la UEFA Euro 2020 se utilizó el balón Adidas Uniforia (nombre derivado del acrónimo entre las palabras «unidad» y «euforia» en inglés), en el cual se puede ver el logotipo de la marca y del torneo europeo. Predominantemente blanco, el balón presenta trazos negros con rayas azules, neón y rosa.
En la fase final del torneo (semifinal y final), Adidas lanzó el balón Adidas Uniforia Finale, balón utilizado en dicha fase del torneo, el cual era igual al primero, pero solamente de color gris plateado.

### Canción oficial
En octubre de 2019 se supo que el DJ neerlandés Martin Garrix compondría la canción oficial de la Eurocopa, aunque hasta el 14 de mayo de 2021 no se produjo su lanzamiento. La canción se lanzó bajo el nombre «We Are The People», y cuenta con la colaboración de Bono y The Edge, ambos pertenecientes a la banda irlandesa U2.